# Démographie de la France

Population historique de la France.

La démographie de la France est l’étude quantitative et qualitative des caractéristiques de la population française et de ses dynamiques, à partir de thèmes tels que la natalité, la fécondité, la mortalité, la nuptialité (ou conjugalité) et la migration.
Deux organismes contribuent à une bonne connaissance de la démographie de la France : l'Institut national de la statistique et des études économiques (Insee), chargé de la production, de l'analyse et de la publication des statistiques officielles en France, dont celles relatives à la population, recueillies au travers des divers recensements périodiques, et d'en traduire différentes analyses tant nationales que locales, et l'Institut national d'études démographiques (Ined), un établissement public à caractère scientifique et technologique qui a pour mission de produire de la recherche, de former à la recherche et d’informer sur le résultat des recherches aussi bien la communauté scientifique que les pouvoirs publics ou le grand public dans le domaine de la démographie.
Au 1er janvier 2024, la France, hors collectivités territoriales d'outre-mer, compte 68,4 millions d’habitants, dont 66,1 millions en France métropolitaine et 2,2 millions dans les cinq départements et régions d'outre-mer (DROM). Les collectivités d'outre-mer (COM) comptent 610 684 habitants (population légale). C’est en août 2019 que la population de la France dépasse officiellement 67 millions d’habitants. Les 66 millions avaient été dépassés en janvier 2014 et les 65 millions en mai 2011.
Pendant les années 2010, la population française (hors COM) est passée de 64,613 millions à 67,064 millions, soit une augmentation d'environ 2,5 millions de personnes sur une période de dix ans, faisant de la France l’un des pays européens les plus dynamiques. La population de la France augmente d’environ 0,3 % par an depuis 2017. Cette augmentation est moins rapide que par le passé (elle était de 0,4 % par an entre 2014 et 2016, et de + 0,5 % par an entre 2008 et 2013).
Ces quatre dernières années (de 2020 à 2023), le solde migratoire annuel est largement supérieur au solde naturel : en 2023, il est d'environ plus de 183 000 personnes.
L’indicateur conjoncturel de fécondité est de 1,68 en 2023, contre 2,9 en 1950 et 1,8 en 1990. Quoique supérieur à la moyenne européenne, le taux de fécondité est insuffisant pour assurer le renouvellement des générations. La population continue toutefois d’augmenter en raison de l’immigration, de la forme de la pyramide des âges et de l’augmentation de l’espérance de vie, qui s'élève en 2023 à 85,7 ans pour les femmes et 80 ans pour les hommes, soit une hausse d’une dizaine d’années en cinquante ans.

## Population au1erjanvier 2024

### Notion de population
La population d'un pays comprend l’ensemble des ressortissants du pays considéré, présents ou temporairement absents, ainsi que les étrangers résidant de manière permanente dans ce pays. La population totale inclut les forces armées nationales stationnées à l’étranger, les marins marchands en mer, le personnel diplomatique à l’étranger, les étrangers civils résidant dans le pays et les personnes déplacées résidant dans le pays. Elle exclut : les forces armées étrangères stationnées dans le pays, le personnel diplomatique étranger, les civils étrangers résidant temporairement dans le pays.
En France on distingue la population totale et la population municipale, notions définies par le décret no 2003-485 publié au Journal officiel du 8 juin 2003, relatif au recensement de la population. La population municipale comprend les personnes ayant leur résidence habituelle (au sens du décret) sur le territoire de la commune, dans un logement ou une communauté, les personnes détenues dans les établissements pénitentiaires de la commune, les personnes sans-abri recensées sur le territoire de la commune et les personnes résidant habituellement dans une habitation mobile recensée sur le territoire de la commune. La population légale d’une commune comporte quant à elle trois indicateurs : sa population municipale, sa population comptée à part et sa population totale qui est la somme des deux précédentes. Le concept de population municipale est la notion de population utilisée usuellement en statistique car elle ne comporte pas de doubles comptes : chaque personne vivant en France est comptée une fois et une seule. Ainsi la population de la France est la somme des populations municipales des communes la composant,,.

### Population de la France hors collectivités d’outre-mer
|                                       | 1er janvier 2023 | 1er janvier 2024 |
| ------------------------------------- | ---------------- | ---------------- |
| Métropole et départements d'outre mer | 68 143 433 hab.  | 68 373 433 hab.  |
| Métropole                             | 65 925 961 hab.  | 66 142 961 hab.  |

Au 1er janvier 2024, la population de la France, hors collectivités d’outre-mer, est estimée à 68 373 433 habitants, en augmentation de 0,3 % (+ 230 000 personnes) par rapport au 1er janvier 2023. Cette progression est due principalement au solde migratoire : + 183 000 personnes en 2023. Le solde naturel, différence entre les nombres de naissances et de décès, est quant à lui de + 48 000 personnes.

### Population des collectivités d’outre-mer
Concernant les Collectivités d’outre-mer, seules Saint-Pierre-et-Miquelon, Saint-Barthélemy, Saint-Martin entrent dans le cadre du dispositif général de recensement des divisions métropolitaines et d’outre-mer. La Nouvelle-Calédonie, la Polynésie française et Wallis-et-Futuna procèdent, par dérogation (article 157), à des recensements généraux de la population tous les cinq ans. Le dernier recensement en Nouvelle-Calédonie a été réalisé en 2019, celui de la Polynésie française en 2017 et celui à Wallis-et-Futuna en 2018.
| Type de collectivité                                                                        | Nom                      | Population municipale | Recensement de référence |
| ------------------------------------------------------------------------------------------- | ------------------------ | --------------------- | ------------------------ |
| Collectivités régies par l’article 74 de la Constitution                                    | Polynésie française      | 275 918               | 2017                     |
| Collectivités régies par l’article 74 de la Constitution                                    | Saint-Barthélemy         | 9 961                 | 2016                     |
| Collectivités régies par l’article 74 de la Constitution                                    | Saint-Martin             | 35 334                | 2016                     |
| Collectivités régies par l’article 74 de la Constitution                                    | Saint-Pierre-et-Miquelon | 5 997                 | 2016                     |
| Collectivités régies par l’article 74 de la Constitution                                    | Wallis-et-Futuna         | 11 558                | 2018                     |
| Collectivité d’outre-mer à statut particulier (sui generis) (Titre XIII de la Constitution) | Nouvelle-Calédonie       | 271 407               | 2019                     |

## Évolution du nombre d’habitants

Évolution démographique de la France de 1946 à 2020. Pyramide des âges animée. Source INSEE.

### Recensements et populations légales
Les populations légales des différentes divisions administratives françaises sont définies par le décret no 2003-485 publié au Journal officiel du 8 juin 2003, relatif au recensement de la population. Jusqu’en 1999, les populations légales étaient déterminées à l’occasion de chaque recensement général de la population. Entre deux recensements, elles pouvaient être modifiées par un recensement complémentaire. À partir de 2008, la nouvelle méthode de recensement basée sur des enquêtes de recensement annuelles permet de calculer chaque année des populations légales actualisées.
L’Insee a modifié son questionnaire de recensement en 2018 pour tenir compte des doubles résidences, pour les enfants en garde partagée ce qui se traduit par un chiffre révisé à la baisse pour 2018 de 66 891 000 personnes (contre 67,2 millions annoncés initialement en janvier 2018.

### Évolution démographique
Au 1er janvier 2024, la France, hors collectivités territoriales d'outre-mer, compte 68,4 millions d’habitants, dont 66,1 millions en France métropolitaine et 2,2 millions dans les cinq départements et régions d'outre-mer (DROM).
Les collectivités d'outre-mer (COM) comptent 610 684 habitants (population légale). C’est en août 2019 que la population de la France dépasse officiellement 67 millions d’habitants. Les 66 millions avaient été dépassés en janvier 2014 et les 65 millions en mai 2011.
La population de la France augmente d’environ 0,3 % par an depuis 2017. Cette augmentation est moins rapide que par le passé (elle était de 0,4 % par an entre 2014 et 2016, et de + 0,5 % par an entre 2008 et 2013).
En 2024, la population de la France a augmenté de 169 000 habitants, soit +0,25 %, dont 17 000 personnes de solde naturel et 152 000 personnes de solde migratoire. La France reste le deuxième pays de l'Union européenne avec 68,6 millions d'habitants au 1er janvier 2025, dont 2,3 millions dans les cinq départements d'outre-mer.

## Statistiques officielles depuis 1900
Les statistiques suivantes concernent la France métropolitaine. Ils n’incluent ni les DROM ni les COM.
|      | Population (1er janvier) | Naissances | Décès   | Solde naturel | Taux de natalité (pour 1000) | Taux de mortalité (pour 1000) | Accroissement naturel (pour 1000) | Indice de fécondité | Taux de mortalité infantile (pour 1000 naissances) | Espérance de vie (hommes) | Espérance de vie (femmes) |
| ---- | ------------------------ | ---------- | ------- | ------------- | ---------------------------- | ----------------------------- | --------------------------------- | ------------------- | -------------------------------------------------- | ------------------------- | ------------------------- |
| 1900 |                          | 885 200    | 818 900 | 66 300        | 22,7                         | 21,0                          | 1,7                               | 2,80                |                                                    |                           |                           |
| 1901 | 40 710 000               | 917 075    | 825 315 | 91 760        | 22,5                         | 20,3                          | 2,3                               | 2,90                |                                                    |                           |                           |
| 1902 | 40 810 000               | 904 434    | 801 379 | 103 055       | 22,2                         | 19,6                          | 2,5                               | 2,85                |                                                    |                           |                           |
| 1903 | 40 910 000               | 884 498    | 794 566 | 89 932        | 21,6                         | 19,4                          | 2,2                               | 2,78                |                                                    |                           |                           |
| 1904 | 41 000 000               | 877 091    | 802 536 | 74 555        | 21,4                         | 19,6                          | 1,8                               | 2,75                |                                                    |                           |                           |
| 1905 | 41 050 000               | 865 604    | 812 338 | 53 266        | 21,1                         | 19,8                          | 1,3                               | 2,71                |                                                    |                           |                           |
| 1906 | 41 100 000               | 864 745    | 820 051 | 44 694        | 21,0                         | 20,0                          | 1,1                               | 2,70                |                                                    |                           |                           |
| 1907 | 41 100 000               | 829 632    | 830 871 | −1 239        | 20,2                         | 20,2                          | 0,0                               | 2,58                |                                                    |                           |                           |
| 1908 | 41 190 000               | 848 982    | 784 415 | 64 567        | 20,6                         | 19,0                          | 1,6                               | 2,64                |                                                    |                           |                           |
| 1909 | 41 240 000               | 824 739    | 792 798 | 31 941        | 20,0                         | 19,2                          | 0,8                               | 2,56                |                                                    |                           |                           |
| 1910 | 41 350 000               | 828 140    | 737 877 | 90 263        | 20,0                         | 17,8                          | 2,2                               | 2,57                |                                                    |                           |                           |
| 1911 | 41 420 000               | 793 506    | 813 653 | −20 147       | 19,2                         | 19,6                          | -0,5                              | 2,46                |                                                    |                           |                           |
| 1912 | 41 530 000               | 801 642    | 726 848 | 74 794        | 19,3                         | 17,5                          | 1,8                               | 2,49                |                                                    |                           |                           |
| 1913 | 41 620 000               | 795 851    | 736 937 | 58 914        | 19,1                         | 17,7                          | 1,4                               | 2,47                |                                                    |                           |                           |
| 1914 | 41 630 000               | 757 931    | 774 931 | −17 000       | 18,2                         | 18,6                          | -0,4                              | 2,34                |                                                    |                           |                           |
| 1915 | 40 620 000               | 482 968    | 747 968 | −265 000      | 11,9                         | 18,4                          | -6,5                              | 1,52                |                                                    |                           |                           |
| 1916 | 40 020 000               | 384 676    | 697 676 | −313 000      | 9,6                          | 17,4                          | -7,8                              | 1,23                |                                                    |                           |                           |
| 1917 | 39 420 000               | 412 744    | 712 744 | −300 000      | 10,5                         | 18,1                          | -7,6                              | 1,34                |                                                    |                           |                           |
| 1918 | 38 670 000               | 472 816    | 867 816 | −395 000      | 12,2                         | 22,4                          | -10,2                             | 1,56                |                                                    |                           |                           |
| 1919 | 38 600 000               | 506 960    | 739 901 | −232 941      | 13,1                         | 19,2                          | -6,0                              | 1,59                |                                                    |                           |                           |
| 1920 | 38 900 000               | 838 137    | 675 676 | 162 461       | 21,5                         | 17,4                          | 4,2                               | 2,69                |                                                    |                           |                           |
| 1921 | 39 140 000               | 816 555    | 697 904 | 118 651       | 20,9                         | 17,8                          | 3,0                               | 2,60                |                                                    |                           |                           |
| 1922 | 39 310 000               | 764 373    | 692 322 | 72 051        | 19,4                         | 17,6                          | 1,8                               | 2,42                |                                                    |                           |                           |
| 1923 | 39 750 000               | 765 888    | 670 326 | 95 562        | 19,3                         | 16,9                          | 2,4                               | 2,41                |                                                    |                           |                           |
| 1924 | 40 170 000               | 757 873    | 683 296 | 74 577        | 18,9                         | 17,0                          | 1,9                               | 2,36                |                                                    |                           |                           |
| 1925 | 40 460 000               | 774 455    | 712 211 | 62 244        | 19,1                         | 17,6                          | 1,5                               | 2,39                |                                                    |                           |                           |
| 1926 | 40 710 000               | 771 690    | 716 966 | 54 724        | 19,0                         | 17,6                          | 1,3                               | 2,37                |                                                    |                           |                           |
| 1927 | 40 770 000               | 748 102    | 679 809 | 68 293        | 18,3                         | 16,7                          | 1,7                               | 2,29                |                                                    |                           |                           |
| 1928 | 40 880 000               | 753 570    | 678 269 | 75 301        | 18,4                         | 16,6                          | 1,8                               | 2,31                |                                                    |                           |                           |
| 1929 | 41 020 000               | 734 140    | 742 732 | −8 592        | 17,9                         | 18,1                          | -0,2                              | 2,24                |                                                    |                           |                           |
| 1930 | 41 340 000               | 754 020    | 652 953 | 101 067       | 18,2                         | 15,8                          | 2,4                               | 2,30                |                                                    |                           |                           |
| 1931 | 41 550 000               | 737 611    | 682 816 | 54 795        | 17,8                         | 16,4                          | 1,3                               | 2,25                |                                                    |                           |                           |
| 1932 | 41 510 000               | 726 299    | 663 705 | 62 594        | 17,5                         | 16,0                          | 1,5                               | 2,23                |                                                    |                           |                           |
| 1933 | 41 520 000               | 682 394    | 664 133 | 18 261        | 16,4                         | 16,0                          | 0,4                               | 2,11                |                                                    |                           |                           |
| 1934 | 41 570 000               | 681 518    | 637 713 | 43 805        | 16,4                         | 15,3                          | 1,1                               | 2,14                |                                                    |                           |                           |
| 1935 | 41 550 000               | 643 870    | 661 722 | −17 852       | 15,5                         | 15,9                          | -0,4                              | 2,07                |                                                    |                           |                           |
| 1936 | 41 500 000               | 634 344    | 645 844 | −11 500       | 15,3                         | 15,6                          | -0,3                              | 2,09                |                                                    |                           |                           |
| 1937 | 41 530 000               | 621 453    | 632 896 | −11 443       | 15,0                         | 15,2                          | -0,3                              | 2,10                |                                                    |                           |                           |
| 1938 | 41 560 000               | 615 582    | 650 832 | −35 250       | 14,8                         | 15,7                          | -0,8                              | 2,13                |                                                    |                           |                           |
| 1939 | 41 510 000               | 615 599    | 645 677 | −30 078       | 14,8                         | 15,6                          | -0,7                              | 2,17                |                                                    |                           |                           |
| 1940 | 40 690 000               | 561 281    | 740 281 | −179 000      | 13,8                         | 18,2                          | -4,4                              | 2,00                |                                                    |                           |                           |
| 1941 | 39 420 000               | 522 261    | 675 261 | −153 000      | 13,2                         | 17,1                          | -3,9                              | 1,85                |                                                    |                           |                           |
| 1942 | 39 220 000               | 575 261    | 656 261 | −81 000       | 14,7                         | 16,7                          | -2,1                              | 2,04                |                                                    |                           |                           |
| 1943 | 38 860 000               | 615 780    | 626 780 | −11 000       | 15,8                         | 16,1                          | -0,3                              | 2,19                |                                                    |                           |                           |
| 1944 | 38 770 000               | 629 878    | 666 878 | −37 000       | 16,2                         | 17,2                          | -1,0                              | 2,25                |                                                    |                           |                           |
| 1945 | 39 660 000               | 645 899    | 643 899 | 2 000         | 16,3                         | 16,2                          | 0,1                               | 2,31                |                                                    |                           |                           |
| 1946 | 40 287 000               | 843 904    | 545 880 | 298 024       | 20,9                         | 13,5                          | 7,4                               | 3,00                | 77,8                                               | 59,9                      | 65,2                      |
| 1947 | 40 679 000               | 870 472    | 538 157 | 332 315       | 21,4                         | 13,2                          | 8,2                               | 3,04                | 71,1                                               | 61,2                      | 66,7                      |
| 1948 | 41 112 000               | 870 836    | 513 210 | 357 626       | 21,2                         | 12,5                          | 8,7                               | 3,02                | 55,9                                               | 62,7                      | 68,8                      |
| 1949 | 41 480 000               | 872 661    | 573 598 | 299 063       | 21,0                         | 13,8                          | 7,2                               | 3,00                | 60,3                                               | 62,2                      | 67,6                      |
| 1950 | 41 829 000               | 862 310    | 534 480 | 327 830       | 20,6                         | 12,8                          | 7,8                               | 2,95                | 52,0                                               | 63,4                      | 69,2                      |
| 1951 | 42 156 000               | 826 722    | 565 829 | 260 893       | 19,6                         | 13,4                          | 6,2                               | 2,81                | 50,8                                               | 63,1                      | 68,9                      |
| 1952 | 42 460 000               | 822 204    | 524 831 | 297 373       | 19,4                         | 12,4                          | 7,0                               | 2,78                | 45,2                                               | 64,4                      | 70,2                      |
| 1953 | 42 752 000               | 804 696    | 556 983 | 247 713       | 18,8                         | 13,0                          | 5,8                               | 2,70                | 41,9                                               | 64,3                      | 70,3                      |
| 1954 | 43 057 000               | 810 754    | 518 892 | 291 862       | 18,8                         | 12,1                          | 6,8                               | 2,71                | 40,7                                               | 65,0                      | 71,2                      |
| 1955 | 43 428 000               | 805 917    | 526 322 | 279 595       | 18,6                         | 12,1                          | 6,4                               | 2,68                | 38,6                                               | 65,2                      | 71,5                      |
| 1956 | 43 843 000               | 806 916    | 545 700 | 261 216       | 18,4                         | 12,4                          | 6,0                               | 2,67                | 36,2                                               | 65,2                      | 71,7                      |
| 1957 | 44 311 000               | 816 467    | 532 107 | 284 360       | 18,4                         | 12,0                          | 6,4                               | 2,69                | 33,8                                               | 65,5                      | 72,2                      |
| 1958 | 44 789 000               | 812 215    | 500 596 | 311 619       | 18,1                         | 11,2                          | 7,0                               | 2,68                | 31,4                                               | 66,8                      | 73,4                      |
| 1959 | 45 240 000               | 829 249    | 509 114 | 320 135       | 18,3                         | 11,3                          | 7,1                               | 2,75                | 29,6                                               | 66,8                      | 73,2                      |
| 1960 | 45 684 000               | 819 819    | 520 960 | 298 859       | 17,9                         | 11,4                          | 6,5                               | 2,74                | 27,4                                               | 67,0                      | 73,6                      |
| 1961 | 46 163 000               | 838 633    | 500 289 | 338 344       | 18,2                         | 10,8                          | 7,3                               | 2,82                | 25,7                                               | 67,5                      | 74,4                      |
| 1962 | 46 998 000               | 832 353    | 541 147 | 291 206       | 17,7                         | 11,5                          | 6,2                               | 2,80                | 25,7                                               | 67,0                      | 73,9                      |
| 1963 | 47 816 000               | 868 876    | 557 852 | 311 024       | 18,2                         | 11,7                          | 6,5                               | 2,90                | 25,6                                               | 66,8                      | 73,8                      |
| 1964 | 48 310 000               | 877 804    | 520 033 | 357 771       | 18,2                         | 10,8                          | 7,4                               | 2,91                | 23,4                                               | 67,7                      | 74,8                      |
| 1965 | 48 758 000               | 865 688    | 543 696 | 321 992       | 17,8                         | 11,2                          | 6,6                               | 2,85                | 21,9                                               | 67,5                      | 74,7                      |
| 1966 | 49 164 000               | 863 527    | 528 782 | 334 745       | 17,6                         | 10,8                          | 6,8                               | 2,80                | 21,7                                               | 67,8                      | 75,2                      |
| 1967 | 49 548 000               | 840 568    | 543 033 | 297 535       | 17,0                         | 11,0                          | 6,0                               | 2,67                | 20,7                                               | 67,8                      | 75,2                      |
| 1968 | 49 915 000               | 835 796    | 553 441 | 282 355       | 16,7                         | 11,1                          | 5,7                               | 2,59                | 20,4                                               | 67,8                      | 75,2                      |
| 1969 | 50 318 000               | 842 245    | 573 335 | 268 910       | 16,7                         | 11,4                          | 5,3                               | 2,53                | 19,6                                               | 67,4                      | 75,1                      |
| 1970 | 50 772 000               | 850 381    | 542 277 | 308 104       | 16,7                         | 10,7                          | 6,1                               | 2,48                | 18,2                                               | 68,4                      | 75,9                      |
| 1971 | 51 251 000               | 881 284    | 554 151 | 327 133       | 17,2                         | 10,8                          | 6,4                               | 2,50                | 17,2                                               | 68,3                      | 75,9                      |
| 1972 | 51 701 000               | 877 506    | 549 900 | 327 606       | 17,0                         | 10,6                          | 6,3                               | 2,42                | 16,0                                               | 68,5                      | 76,2                      |
| 1973 | 52 118 000               | 857 186    | 558 782 | 298 404       | 16,4                         | 10,7                          | 5,7                               | 2,31                | 15,4                                               | 68,7                      | 76,3                      |
| 1974 | 52 460 000               | 801 218    | 552 551 | 248 667       | 15,3                         | 10,5                          | 4,7                               | 2,11                | 14,6                                               | 68,9                      | 76,7                      |
| 1975 | 52 699 000               | 745 065    | 560 353 | 184 712       | 14,1                         | 10,6                          | 3,5                               | 1,93                | 13,8                                               | 69,0                      | 76,9                      |
| 1976 | 52 909 000               | 720 395    | 557 114 | 163 281       | 13,6                         | 10,5                          | 3,1                               | 1,83                | 12,5                                               | 69,2                      | 77,2                      |
| 1977 | 53 145 000               | 744 744    | 536 221 | 208 523       | 14,0                         | 10,1                          | 3,9                               | 1,86                | 11,4                                               | 69,7                      | 77,8                      |
| 1978 | 53 376 000               | 737 062    | 546 916 | 190 146       | 13,8                         | 10,2                          | 3,6                               | 1,82                | 10,7                                               | 69,8                      | 77,9                      |
| 1979 | 53 606 000               | 757 354    | 541 805 | 215 549       | 14,1                         | 10,1                          | 4,0                               | 1,86                | 10,0                                               | 70,1                      | 78,3                      |
| 1980 | 53 880 000               | 800 376    | 547 107 | 253 269       | 14,9                         | 10,2                          | 4,7                               | 1,95                | 10,0                                               | 70,2                      | 78,4                      |
| 1981 | 54 182 000               | 805 483    | 554 823 | 250 660       | 14,9                         | 10,2                          | 4,6                               | 1,95                | 9,7                                                | 70,4                      | 78,5                      |
| 1982 | 54 492 000               | 797 223    | 543 104 | 254 119       | 14,6                         | 10,0                          | 4,7                               | 1,91                | 9,5                                                | 70,7                      | 78,9                      |
| 1983 | 54 772 000               | 748 525    | 559 655 | 188 870       | 13,7                         | 10,2                          | 3,4                               | 1,78                | 9,1                                                | 70,7                      | 78,8                      |
| 1984 | 55 026 000               | 759 939    | 542 490 | 217 449       | 13,8                         | 9,9                           | 4,0                               | 1,80                | 8,3                                                | 71,2                      | 79,3                      |
| 1985 | 55 284 000               | 768 431    | 552 496 | 215 935       | 13,9                         | 10,0                          | 3,9                               | 1,81                | 8,3                                                | 71,3                      | 79,4                      |
| 1986 | 55 577 000               | 778 468    | 546 926 | 231 542       | 14,0                         | 9,8                           | 4,2                               | 1,83                | 8,0                                                | 71,5                      | 79,7                      |
| 1987 | 55 824 000               | 767 828    | 527 466 | 240 362       | 13,8                         | 9,4                           | 4,3                               | 1,80                | 7,8                                                | 72,0                      | 80,3                      |
| 1988 | 56 118 000               | 771 268    | 524 600 | 246 668       | 13,7                         | 9,3                           | 4,4                               | 1,81                | 7,8                                                | 72,3                      | 80,5                      |
| 1989 | 56 423 000               | 765 473    | 529 283 | 236 190       | 13,6                         | 9,4                           | 4,2                               | 1,79                | 7,5                                                | 72,5                      | 80,6                      |
| 1990 | 56 709 000               | 762 407    | 526 201 | 236 206       | 13,4                         | 9,3                           | 4,2                               | 1,78                | 7,3                                                | 72,7                      | 81,0                      |
| 1991 | 56 976 000               | 759 056    | 524 685 | 234 371       | 13,3                         | 9,2                           | 4,1                               | 1,77                | 7,3                                                | 72,9                      | 81,2                      |
| 1992 | 57 240 000               | 743 658    | 521 530 | 222 128       | 13,0                         | 9,1                           | 3,9                               | 1,73                | 6,8                                                | 73,2                      | 81,5                      |
| 1993 | 57 467 000               | 711 610    | 532 263 | 179 347       | 12,4                         | 9,3                           | 3,1                               | 1,66                | 6,5                                                | 73,3                      | 81,5                      |
| 1994 | 57 659 000               | 710 993    | 519 965 | 191 028       | 12,3                         | 9,0                           | 3,3                               | 1,66                | 5,9                                                | 73,6                      | 81,8                      |
| 1995 | 57 844 000               | 729 609    | 531 618 | 197 991       | 12,6                         | 9,2                           | 3,4                               | 1,71                | 4,9                                                | 73,8                      | 81,9                      |
| 1996 | 58 026 000               | 734 338    | 535 775 | 198 563       | 12,7                         | 9,2                           | 3,4                               | 1,73                | 4,8                                                | 74,1                      | 82,0                      |
| 1997 | 58 207 000               | 726 768    | 530 319 | 196 449       | 12,5                         | 9,1                           | 3,4                               | 1,73                | 4,7                                                | 74,5                      | 82,3                      |
| 1998 | 58 398 000               | 738 080    | 534 005 | 204 075       | 12,6                         | 9,1                           | 3,5                               | 1,76                | 4,6                                                | 74,7                      | 82,4                      |
| 1999 | 58 661 000               | 744 791    | 537 661 | 207 130       | 12,7                         | 9,2                           | 3,5                               | 1,79                | 4,3                                                | 74,9                      | 82,5                      |
| 2000 | 59 049 000               | 774 782    | 530 864 | 243 918       | 13,1                         | 9,0                           | 4,1                               | 1,87                | 4,4                                                | 75,2                      | 82,8                      |
| 2001 | 59 477 000               | 770 945    | 531 073 | 239 872       | 13,0                         | 8,9                           | 4,0                               | 1,88                | 4,5                                                | 75,4                      | 82,9                      |
| 2002 | 59 894 000               | 761 630    | 535 144 | 226 486       | 12,7                         | 8,9                           | 3,8                               | 1,86                | 4,1                                                | 75,7                      | 83,0                      |
| 2003 | 60 304 000               | 761 464    | 552 339 | 209 125       | 12,6                         | 9,2                           | 3,5                               | 1,87                | 4,0                                                | 75,8                      | 82,9                      |
| 2004 | 60 734 000               | 767 816    | 509 429 | 258 387       | 12,6                         | 8,4                           | 4,3                               | 1,90                | 3,9                                                | 76,7                      | 83,8                      |
| 2005 | 61 182 000               | 774 355    | 527 533 | 246 822       | 12,7                         | 8,6                           | 4,0                               | 1,92                | 3,6                                                | 76,7                      | 83,8                      |
| 2006 | 61 598 000               | 796 896    | 516 416 | 280 480       | 12,9                         | 8,4                           | 4,6                               | 1,98                | 3,6                                                | 77,1                      | 84,2                      |
| 2007 | 61 965 000               | 785 985    | 521 016 | 264 969       | 12,7                         | 8,4                           | 4,3                               | 1,96                | 3,6                                                | 77,4                      | 84,4                      |
| 2008 | 62 301 000               | 796 044    | 532 131 | 263 913       | 12,8                         | 8,5                           | 4,2                               | 1,99                | 3,6                                                | 77,6                      | 84,3                      |
| 2009 | 62 616 000               | 793 420    | 538 166 | 255 254       | 12,7                         | 8,6                           | 4,1                               | 1,99                | 3,7                                                | 77,7                      | 84,4                      |
| 2010 | 62 765 000               | 802 224    | 540 469 | 261 755       | 12,8                         | 8,6                           | 4,2                               | 2,02                | 3,6                                                | 78,0                      | 84,6                      |
| 2011 | 63 070 000               | 792 996    | 534 795 | 258 201       | 12,5                         | 8,5                           | 4,0                               | 2,00                | 3,5                                                | 78,4                      | 85,0                      |
| 2012 | 63 375 000               | 790 290    | 559 227 | 231 063       | 12,4                         | 8,8                           | 3,6                               | 1,99                | 3,5                                                | 78,5                      | 84,8                      |
| 2013 | 63 697 000               | 781 621    | 558 408 | 223 213       | 12,2                         | 8,7                           | 3,5                               | 1,97                | 3,5                                                | 78,7                      | 85,0                      |
| 2014 | 64 028 000               | 781 167    | 547 003 | 234 164       | 12,2                         | 8,5                           | 3,7                               | 1,97                | 3,3                                                | 79,2                      | 85,4                      |
| 2015 | 64 301 000               | 760 421    | 581 770 | 178 651       | 11,8                         | 9,0                           | 2,8                               | 1,93                | 3,5                                                | 79,0                      | 85,1                      |
| 2016 | 64 469 000               | 744 697    | 581 073 | 163 624       | 11,5                         | 9,0                           | 2,5                               | 1,89                | 3,5                                                | 79,3                      | 85,3                      |
| 2017 | 64 639 000               | 730 242    | 593 606 | 136 636       | 11,3                         | 9,2                           | 2,1                               | 1,86                | 3,6                                                | 79,5                      | 85,3                      |
| 2018 | 64 844 000               | 719 737    | 596 552 | 123 185       | 11,1                         | 9,2                           | 1,9                               | 1,84                | 3,6                                                | 79,6                      | 85,5                      |
| 2019 | 65 097 000               | 714 029    | 599 408 | 114 621       | 11,0                         | 9,2                           | 1,8                               | 1,83                | 3,6                                                | 79,8                      | 85,6                      |
| 2020 | 65 269 000               | 696 664    | 654 599 | 42 065        | 10,7                         | 10,0                          | 0,7                               | 1,78                | 3,4                                                | 79,2                      | 85,2                      |
| 2021 | 65 505 000               | 701 819    | 644 201 | 57 618        | 10,7                         | 9,8                           | 0,9                               | 1,79                | 3,4                                                | 79,3                      | 85,3                      |
| 2022 | 65 846 000               | 686 564    | 658 434 | 28 130        | 10,4                         | 10,0                          | 0,4                               | 1,74                | 3,7                                                | 79,4                      | 85,2                      |
| 2023 | 66 017 000               | 639 533    | 623 959 | 15 574        | 9,7                          | 9,5                           | 0,2                               | 1,62                | 3,7                                                | 80,0                      | 85,6                      |
| 2024 | 66 193 000               | 629 000    | 630 000 | −1 000        | 9,5                          | 9,5                           | -0,0                              | 1,59                | 3,8                                                | 80,1                      | 85,7                      |
|      | Population (1er janvier) | Naissances | Décès   | Solde naturel | Taux de natalité (pour 1000) | Taux de mortalité (pour 1000) | Accroissement naturel (pour 1000) | Indice de fécondité | Taux de mortalité infantile (pour 1000 naissances) | Espérance de vie (hommes) | Espérance de vie (femmes) |

Les données ci-dessus correspondent à la France métropolitaine uniquement.

### Naissances en France métropolitaine selon le lieu de naissance des parents
L'INSEE dénombre les individus nés vivants en France métropolitaine selon le lieu de naissance détaillé des parents, :
| Pays de naissance du parent           | Nombre de naissances selon le pays du père (% du total des naissances) (2010) | (2011)          | (2012)          | (2013)          | (2014)          | (2015)          | (2016)          | (2017)          | (2018)          | (2019)          | (2020)          | (2021)          | (2022)          | Nombre de naissances selon le pays de la mère (% du total des naissances) (2010) | (2011)          | (2012)          | (2013)          | (2014)          | (2015)          | (2016)          | (2017)          | (2018)          | (2019)          | (2020)          | (2021)          | (2022)          |
| Total                                 | 802 224 (100)                                                                 | 792 996 (100)   | 790 290 (100)   | 781 621 (100)   | 781 167 (100)   | 760 421 (100)   | 744 697 (100)   | 730 242 (100)   | 719 737 (100)   | 714 029 (100)   | 696 664 (100)   | 701 819 (100)   | 686 564 (100)   | 802 224 (100)                                                                    | 792 996 (100)   | 790 290 (100)   | 781 621 (100)   | 781 167 (100)   | 760 421 (100)   | 744 697 (100)   | 730 242 (100)   | 719 737 (100)   | 714 029 (100)   | 696 664 (100)   | 701 819 (100)   | 686 564 (100)   |
| France                                | 640 598 (79,85)                                                               | 632 207 (79,72) | 627 365 (79,38) | 613 424 (78,48) | 608 646 (77,91) | 588 148 (77,35) | 571 275 (76,71) | 555 974 (76,14) | 544 720 (75,68) | 536 243 (75,10) | 524 718 (75,32) | 534 294 (76,13) | 514 002 (74,87) | 655 627 (81,73)                                                                  | 644 323 (81,25) | 638 518 (80,80) | 624 148 (79,85) | 617 739 (79,08) | 596 823 (78,49) | 579 072 (77,76) | 563 785 (77,21) | 552 501 (77,21) | 543 297 (76,09) | 532 658 (76,46) | 542 566 (77,31) | 523 979 (76,32) |
| Étranger                              | 161 626 (20,15)                                                               | 160 789 (20,28) | 162 925 (20,62) | 168 197 (21,52) | 172 521 (22,09) | 172 273 (22,65) | 173 422 (23,29) | 174 268 (23,86) | 175 017 (24,32) | 177 786 (24,90) | 171 946 (24,68) | 167 525 (23,87) | 172 562 (25,13) | 146 597 (18,27)                                                                  | 148 673 (18,75) | 151 772 (19,20) | 157 473 (20,15) | 163 428 (20,92) | 163 598 (21,51) | 165 625 (22,24) | 166 457 (22,79) | 167 236 (23,24) | 170 732 (23,91) | 164 006 (23,54) | 159 253 (22,69) | 162 585 (23,68) |
| Détail étranger                       | Détail étranger                                                               | Détail étranger | Détail étranger | Détail étranger | Détail étranger | Détail étranger | Détail étranger | Détail étranger | Détail étranger | Détail étranger | Détail étranger | Détail étranger | Détail étranger | Détail étranger                                                                  | Détail étranger | Détail étranger | Détail étranger | Détail étranger | Détail étranger | Détail étranger | Détail étranger | Détail étranger | Détail étranger | Détail étranger | Détail étranger | Détail étranger |
| Europe                                | 22 010 (2,74)                                                                 | 24 795 (3,13)   | 25 489 (3,23)   | 26 516 (3,39)   | 27 545 (3,53)   | 28 264 (3,72)   | 28 673 (3,85)   | 28 794 (3,94)   | 28 699 (3,99)   | 28 680 (4,02)   | 27 904 (4,01)   | 28 101 (4,00)   | 27 425 (3,99)   | 25 331 (3,16)                                                                    | 26 803 (3,38)   | 27 630 (3,50)   | 28 951 (3,70)   | 30 612 (3,92)   | 31 073 (4,09)   | 31 908 (4,28)   | 32 092 (4,39)   | 32 001 (4,45)   | 31 792 (4,45)   | 30 938 (4,44)   | 31 193 (4,44)   | 30 388 (4,43)   |
| Portugal                              | 5 954 (0,74)                                                                  | 6 299 (0,79)    | 6 358 (0,80)    | 6 465 (0,83)    | 6 615 (0,85)    | 6 514 (0,86)    | 6 408 (0,86)    | 6 100 (0,84)    | 5 820 (0,81)    | 5 679 (0,80)    | 5 303 (0,76)    | 5 090 (0,73)    | 4 800 (0,70)    | 4 349 (0,54)                                                                     | 4 430 (0,56)    | 4 405 (0,56)    | 4 593 (0,59)    | 4 903 (0,63)    | 4 964 (0,65)    | 4 967 (0,67)    | 4 657 (0,64)    | 4 545 (0,63)    | 4 499 (0,63)    | 4 099 (0,59)    | 3 957 (0,56)    | 3 869 (0,56)    |
| Roumanie                              | 1 866 (0,23)                                                                  | 2 477 (0,31)    | 2 906 (0,37)    | 3 076 (0,39)    | 3 438 (0,44)    | 3 891 (0,51)    | 4 297 (0,58)    | 4 583 (0,63)    | 4 670 (0,65)    | 4 813 (0,67)    | 4 806 (0,69)    | 4 806 (0,68)    | 4 612 (0,67)    | 2 651 (0,33)                                                                     | 2 964 (0,37)    | 3 434 (0,43)    | 3 592 (0,46)    | 4 046 (0,52)    | 4 453 (0,59)    | 4 825 (0,65)    | 5 112 (0,70)    | 5 059 (0,70)    | 5 210 (0,73)    | 5 096 (0,73)    | 5 127 (0,73)    | 4 872 (0,71)    |
| Italie                                | 1 458 (0,18)                                                                  | 1 584 (0,20)    | 1 550 (0,20)    | 1 521 (0,19)    | 1 628 (0,21)    | 1 753 (0,23)    | 1 788 (0,24)    | 1 752 (0,24)    | 1 770 (0,25)    | 1 867 (0,26)    | 1 857 (0,27)    | 1 992 (0,28)    | 1 894 (0,28)    | 1 231 (0,15)                                                                     | 1 283 (0,16)    | 1 278 (0,16)    | 1 320 (0,17)    | 1 440 (0,18)    | 1 520 (0,20)    | 1 652 (0,22)    | 1 702 (0,23)    | 1 817 (0,25)    | 1 830 (0,26)    | 1 993 (0,29)    | 2 123 (0,30)    | 2 069 (0,30)    |
| Serbie                                | 1 489 (0,19)                                                                  | 1 723 (0,22)    | 1 788 (0,23)    | 1 908 (0,24)    | 1 896 (0,24)    | 1 882 (0,25)    | 1 815 (0,24)    | 1 888 (0,26)    | 1 880 (0,26)    | 1 822 (0,26)    | 1 688 (0,24)    | 1 670 (0,24)    | 1 558 (0,23)    | 1 535 (0,19)                                                                     | 1 656 (0,21)    | 1 660 (0,21)    | 1 791 (0,23)    | 1 753 (0,22)    | 1 795 (0,24)    | 1 715 (0,23)    | 1 809 (0,25)    | 1 771 (0,25)    | 1 697 (0,24)    | 1 607 (0,23)    | 1 518 (0,22)    | 1 431 (0,21)    |
| Belgique                              | 1 828 (0,23)                                                                  | 1 902 (0,24)    | 1 947 (0,25)    | 1 888 (0,24)    | 1 846 (0,24)    | 1 743 (0,23)    | 1 659 (0,22)    | 1 556 (0,21)    | 1 531 (0,21)    | 1 595 (0,22)    | 1 538 (0,22)    | 1 602 (0,23)    | 1 555 (0,23)    | 1 919 (0,24)                                                                     | 1 904 (0,24)    | 1 824 (0,23)    | 1 787 (0,23)    | 1 714 (0,22)    | 1 591 (0,21)    | 1 596 (0,21)    | 1 544 (0,21)    | 1 502 (0,21)    | 1 498 (0,21)    | 1 526 (0,22)    | 1 603 (0,23)    | 1 499 (0,22)    |
| Russie                                | 840 (0,10)                                                                    | 1 387 (0,17)    | 1 606 (0,20)    | 1 645 (0,21)    | 1 675 (0,21)    | 1 712 (0,23)    | 1 599 (0,21)    | 1 653 (0,23)    | 1 609 (0,22)    | 1 554 (0,22)    | 1 453 (0,21)    | 1 371 (0,20)    | 1 339 (0,20)    | 1 828 (0,23)                                                                     | 2 373 (0,30)    | 2 646 (0,33)    | 2 715 (0,35)    | 2 817 (0,36)    | 2 779 (0,37)    | 2 722 (0,37)    | 2 711 (0,37)    | 2 520 (0,35)    | 2 560 (0,36)    | 2 404 (0,35)    | 2 253 (0,32)    | 2 161 (0,31)    |
| Allemagne                             | 1 548 (0,19)                                                                  | 1 690 (0,21)    | 1 562 (0,20)    | 1 529 (0,20)    | 1 564 (0,20)    | 1 470 (0,19)    | 1 427 (0,19)    | 1 384 (0,19)    | 1 332 (0,19)    | 1 282 (0,18)    | 1 259 (0,18)    | 1 260 (0,18)    | 1 206 (0,18)    | 1 963 (0,24)                                                                     | 1 928 (0,24)    | 1 870 (0,24)    | 1 820 (0,23)    | 1 881 (0,24)    | 1 730 (0,23)    | 1 805 (0,24)    | 1 666 (0,23)    | 1 700 (0,24)    | 1 640 (0,23)    | 1 535 (0,22)    | 1 566 (0,22)    | 1 365 (0,20)    |
| Espagne                               | 912 (0,11)                                                                    | 1 046 (0,13)    | 1 059 (0,13)    | 1 070 (0,14)    | 1 181 (0,15)    | 1 312 (0,17)    | 1 344 (0,18)    | 1 197 (0,16)    | 1 233 (0,17)    | 1 193 (0,17)    | 1 276 (0,18)    | 1 162 (0,17)    | 1 142 (0,17)    | 1 129 (0,14)                                                                     | 1 191 (0,15)    | 1 177 (0,15)    | 1 366 (0,17)    | 1 471 (0,19)    | 1 598 (0,21)    | 1 639 (0,22)    | 1 527 (0,21)    | 1 630 (0,23)    | 1 548 (0,22)    | 1 575 (0,23)    | 1 681 (0,24)    | 1 542 (0,22)    |
| Royaume-Uni                           | 1 866 (0,23)                                                                  | 1 487 (0,19)    | 1 309 (0,17)    | 1 359 (0,17)    | 1 194 (0,15)    | 1 170 (0,15)    | 1 154 (0,15)    | 1 139 (0,16)    | 1 080 (0,15)    | 1 015 (0,14)    | 977 (0,14)      | 1 094 (0,16)    | 1 017 (0,15)    | 1 407 (0,18)                                                                     | 1 401 (0,18)    | 1 290 (0,16)    | 1 230 (0,16)    | 1 220 (0,16)    | 1 139 (0,15)    | 1 131 (0,15)    | 1 152 (0,16)    | 1 132 (0,16)    | 1 085 (0,15)    | 1 005 (0,14)    | 1 100 (0,16)    | 1 029 (0,15)    |
| Bulgarie                              | 283 (0,04)                                                                    | 359 (0,05)      | 418 (0,05)      | 449 (0,06)      | 512 (0,07)      | 541 (0,07)      | 625 (0,08)      | 637 (0,09)      | 695 (0,10)      | 714 (0,10)      | 756 (0,11)      | 682 (0,10)      | 677 (0,10)      | 525 (0,07)                                                                       | 537 (0,07)      | 634 (0,08)      | 718 (0,09)      | 769 (0,10)      | 797 (0,10)      | 870 (0,12)      | 851 (0,12)      | 911 (0,13)      | 901 (0,13)      | 948 (0,14)      | 877 (0,12)      | 863 -0,13       |
| Suisse                                | 662 (0,08)                                                                    | 683 (0,09)      | 655 (0,08)      | 663 (0,08)      | 661 (0,08)      | 674 (0,09)      | 721 (0,10)      | 633 (0,09)      | 637 (0,09)      | 630 (0,09)      | 643 (0,09)      | 700 (0,10)      | 621 (0,09)      | 750 (0,09)                                                                       | 679 (0,09)      | 747 (0,09)      | 742 (0,09)      | 712 (0,09)      | 732 (0,10)      | 708 (0,10)      | 680 (0,10)      | 734 (0,10)      | 741 (0,10)      | 713 (0,10)      | 718 (0,10)      | 679 -0,1        |
| Pologne                               | 1 026 (0,13)                                                                  | 1 026 (0,13)    | 1 070 (0,14)    | 1 088 (0,14)    | 1 115 (0,14)    | 1 135 (0,15)    | 1 072 (0,14)    | 1 054 (0,14)    | 991 (0,14)      | 869 (0,12)      | 759 (0,11)      | 705 (0,10)      | 590 (0,09)      | 1 941 (0,24)                                                                     | 1 905 (0,24)    | 1 934 (0,24)    | 1 940 (0,25)    | 2 038 (0,26)    | 1 981 (0,26)    | 1 847 (0,25)    | 1 829 (0,25)    | 1 682 (0,23)    | 1 462 (0,20)    | 1 398 (0,20)    | 1 309 (0,19)    | 1 025 (0,15)    |
| Pays-Bas                              | 389 (0,05)                                                                    | 346 (0,04)      | 320 (0,04)      | 343 (0,04)      | 320 (0,04)      | 314 (0,04)      | 267 (0,04)      | 267 (0,04)      | 261 (0,04)      | 235 (0,03)      | 264 (0,04)      | 280 (0,04)      | 285 (0,04)      | 408 (0,05)                                                                       | 425 (0,05)      | 381 (0,05)      | 399 (0,05)      | 353 (0,05)      | 353 (0,05)      | 339 (0,05)      | 381 (0,05)      | 337 (0,05)      | 304 (0,04)      | 330 (0,05)      | 328 (0,05)      | 348 -0,05       |
| Grèce                                 | 98 (0,01)                                                                     | 70 (0,01)       | 72 (0,01)       | 119 (0,02)      | 121 (0,02)      | 110 (0,01)      | 127 (0,02)      | 100 (0,01)      | 105 (0,01)      | 127 (0,02)      | 115 (0,02)      | 119 (0,02)      | 116 (0,02)      | 102 (0,01)                                                                       | 105 (0,01)      | 123 (0,02)      | 138 (0,02)      | 159 (0,02)      | 142 (0,02)      | 179 (0,02)      | 149 (0,02)      | 159 (0,02)      | 160 (0,02)      | 152 (0,02)      | 188 (0,03)      | 163 -0,02       |
| Luxembourg                            | 75 (0,01)                                                                     | 75 (0,01)       | 91 (0,01)       | 74 (0,01)       | 78 (0,01)       | 87 (0,01)       | 85 (0,01)       | 87 (0,01)       | 91 (0,01)       | 96 (0,01)       | 86 (0,01)       | 80 (0,01)       | 87 (0,01)       | 77 (0,01)                                                                        | 69 (0,01)       | 67 (0,01)       | 78 (0,01)       | 76 (0,01)       | 73 (0,01)       | 94 (0,01)       | 99 (0,01)       | 82 (0,01)       | 83 (0,01)       | 85 (0,01)       | 62 (0,01)       | 87 (0,01)       |
| Irlande                               | 139 (0,02)                                                                    | 131 (0,02)      | 131 (0,02)      | 107 (0,01)      | 105 (0,01)      | 110 (0,01)      | 105 (0,01)      | 94 (0,01)       | 91 (0,01)       | 105 (0,01)      | 100 (0,01)      | 103 (0,01)      | 84 (0,01)       | 159 (0,02)                                                                       | 153 (0,02)      | 121 (0,02)      | 143 (0,02)      | 138 (0,02)      | 108 (0,01)      | 96 (0,01)       | 93 (0,01)       | 101 (0,01)      | 88 (0,01)       | 72 (0,01)       | 97 (0,01)       | 90 (0,01)       |
| Hongrie                               | 82 (0,01)                                                                     | 92 (0,01)       | 104 (0,01)      | 98 (0,01)       | 136 (0,02)      | 115 (0,02)      | 129 (0,02)      | 95 (0,01)       | 115 (0,02)      | 113 (0,02)      | 90 (0,01)       | 87 (0,01)       | 78 (0,01)       | 155 (0,02)                                                                       | 176 (0,02)      | 200 (0,03)      | 196 (0,03)      | 228 (0,03)      | 235 (0,03)      | 240 (0,03)      | 220 (0,03)      | 221 (0,03)      | 226 (0,03)      | 196 (0,03)      | 212 (0,03)      | 186 -0,03       |
| Suède                                 | 90 (0,01)                                                                     | 77 (0,01)       | 66 (0,01)       | 65 (0,01)       | 71 (0,01)       | 80 (0,01)       | 66 (0,01)       | 44 (0,01)       | 59 (0,01)       | 44 (0,01)       | 59 (0,01)       | 55 (0,08)       | 59 (0,01)       | 182 (0,02)                                                                       | 169 (0,02)      | 136 (0,02)      | 159 (0,02)      | 161 (0,02)      | 125 (0,02)      | 150 (0,02)      | 120 (0,02)      | 118 (0,02)      | 110 (0,02)      | 106 (0,02)      | 108 (0,02)      | 104 -0,02       |
| Slovaquie                             | 46 (0,01)                                                                     | 59 (0,01)       | 60 (0,01)       | 59 (0,01)       | 70 (0,01)       | 64 (0,01)       | 82 (0,01)       | 56 (0,01)       | 70 (0,10)       | 77 (0,01)       | 66 (0,01)       | 57 (0,01)       | 58 (0,01)       | 151 (0,02)                                                                       | 152 (0,02)      | 165 (0,02)      | 180 (0,02)      | 187 (0,02)      | 172 (0,02)      | 172 (0,02)      | 169 (0,02)      | 154 (0,02)      | 163 (0,02)      | 134 (0,02)      | 145 (0,02)      | 133 -0,02       |
| Autriche                              | 63 (0,01)                                                                     | 64 (0,01)       | 58 (0,01)       | 63 (0,01)       | 65 (0,01)       | 58 (0,01)       | 41 (0,01)       | 45 (0,01)       | 58 (0,01)       | 58 (0,01)       | 47 (0,01)       | 47 (0,01)       | 39 (0,01)       | 93 (0,01)                                                                        | 83 (0,01)       | 97 (0,01)       | 85 (0,01)       | 106 (0,01)      | 87 (0,01)       | 89 (0,01)       | 91 (0,01)       | 71 (0,01)       | 82 (0,01)       | 69 (0,01)       | 64 (0,01)       | 71 (0,01)       |
| Danemark                              | 54 (0,01)                                                                     | 46 (0,01)       | 35 (0,00)       | 42 (0,01)       | 34 (0,00)       | 46 (0,01)       | 47 (0,01)       | 22 (0,00)       | 37 (0,01)       | 34 (0,00)       | 39 (0,01)       | 37 (0,01)       | 36 (0,01)       | 89 (0,01)                                                                        | 70 (0,01)       | 67 (0,01)       | 66 (0,01)       | 64 (0,01)       | 52 (0,01)       | 59 (0,01)       | 47 (0,01)       | 45 (0,01)       | 40 (0,01)       | 42 (0,01)       | 47 (0,01)       | 39 (0,01)       |
| République tchèque                    | 50 (0,01)                                                                     | 58 (0,01)       | 68 (0,01)       | 58 (0,01)       | 54 (0,01)       | 72 (0,01)       | 60 (0,01)       | 53 (0,01)       | 46 (0,01)       | 42 (0,01)       | 55 (0,01)       | 44 (0,01)       | 35 (0,01)       | 161 (0,02)                                                                       | 155 (0,02)      | 165 (0,02)      | 160 (0,02)      | 185 (0,02)      | 161 (0,02)      | 173 (0,02)      | 150 (0,02)      | 158 (0,02)      | 171 (0,02)      | 156 (0,02)      | 143 (0,02)      | 126 (0,02)      |
| Lettonie                              | 12 (0,00)                                                                     | 28 (0,00)       | 19 (0,00)       | 20 (0,00)       | 30 (0,00)       | 34 (0,00)       | 39 (0,01)       | 28 (0,00)       | 26 (0,00)       | 21 (0,00)       | 28 (0,00)       | 31 (0,00)       | 31 (0,00)       | 61 (0,01)                                                                        | 69 (0,01)       | 63 (0,01)       | 89 (0,01)       | 84 (0,01)       | 78 (0,01)       | 91 (0,01)       | 96 (0,01)       | 85 (0,01)       | 113 (0,02)      | 79 (0,01)       | 92 (0,01)       | 87 (0,01)       |
| Lituanie                              | 25 (0,00)                                                                     | 41 (0,01)       | 34 (0,00)       | 38 (0,00)       | 40 (0,01)       | 44 (0,01)       | 45 (0,01)       | 27 (0,00)       | 41 (0,01)       | 38 (0,01)       | 40 (0,01)       | 42 (0,01)       | 25 (0,00)       | 96 (0,01)                                                                        | 132 (0,02)      | 109 (0,01)      | 114 (0,01)      | 112 (0,01)      | 112 (0,01)      | 138 (0,02)      | 113 (0,02)      | 128 (0,02)      | 116 (0,02)      | 116 (0,02)      | 118 (0,02)      | 101 (0,01)      |
| Finlande                              | 27 (0,00)                                                                     | 19 (0,00)       | 19 (0,00)       | 23 (0,00)       | 28 (0,00)       | 19 (0,00)       | 16 (0,00)       | 19 (0,00)       | 15 (0,00)       | 17 (0,00)       | 13 (0,00)       | 23 (0,00)       | 25 (0,00)       | 72 (0,01)                                                                        | 65 (0,01)       | 67 (0,01)       | 77 (0,01)       | 70 (0,01)       | 48 (0,01)       | 57 (0,01)       | 68 (0,01)       | 56 (0,01)       | 40 (0,01)       | 46 (0,01)       | 52 (0,01)       | 50 (0,01)       |
| Norvège                               | 31 (0,00)                                                                     | 37 (0,00)       | 25 (0,00)       | 33 (0,00)       | 33 (0,00)       | 22 (0,00)       | 22 (0,00)       | 28 (0,00)       | 19 (0,00)       | 25 (0,00)       | 24 (0,00)       | 34 (0,00)       | 19 (0,00)       | 48 (0,01)                                                                        | 43 (0,01)       | 45 (0,01)       | 40 (0,01)       | 42 (0,01)       | 38 (0,00)       | 36 (0,00)       | 37 (0,01)       | 33 (0,00)       | 39 (0,01)       | 37 (0,01)       | 38 (0,01)       | 34 (0,00)       |
| Tchécoslovaquie                       | 36 (0,00)                                                                     | 37 (0,00)       | 33 (0,00)       | 30 (0,00)       | 43 (0,01)       | 26 (0,00)       | 25 (0,00)       | 34 (0,00)       | 21 (0,00)       | 19 (0,02)       | 18 (0,00)       | 19 (0,00)       | 14 (0,00)       | 83 (0,01)                                                                        | 65 (0,01)       | 77 (0,01)       | 88 (0,01)       | 90 (0,01)       | 81 (0,01)       | 80 (0,01)       | 73 (0,01)       | 82 (0,01)       | 56 (0,01)       | 40 (0,01)       | 44 (0,01)       | 27 (0,00)       |
| Slovénie                              | 7 (0,00)                                                                      | 7 (0,00)        | 11 (0,00)       | 13 (0,00)       | 13 (0,00)       | 19 (0,00)       | 19 (0,00)       | 3 (0,00)        | 10 (0,00)       | 12 (0,00)       | 12 (0,00)       | 9 (0,00)        | 11 (0,00)       | 25 (0,00)                                                                        | 31 (0,00)       | 16 (0,00)       | 30 (0,00)       | 20 (0,00)       | 30 (0,00)       | 25 (0,00)       | 18 (0,00)       | 34 (0,00)       | 24 (0,00)       | 25 (0,00)       | 17 (0,00)       | 24 (0,00)       |
| Chypre                                | 12 (0,00)                                                                     | 9 (0,00)        | 6 (0,00)        | 11 (0,00)       | 5 (0,00)        | 11 (0,00)       | 3 (0,00)        | 8 (0,00)        | 3 (0,00)        | 7 (0,00)        | 10 (0,00)       | 13 (0,00)       | 10 (0,00)       | 13 (0,00)                                                                        | 10 (0,00)       | 5 (0,00)        | 10 (0,00)       | 10 (0,00)       | 14 (0,00)       | 13 (0,00)       | 12 (0,00)       | 17 (0,00)       | 18 (0,00)       | 15 (0,00)       | 14 (0,00)       | 13 (0,00)       |
| Malte                                 | 10 (0,00)                                                                     | 7 (0,00)        | 4 (0,00)        | 7 (0,00)        | 6 (0,00)        | 0 (0,00)        | 7 (0,00)        | 3 (0,00)        | 3 (0,00)        | 1 (0,00)        | 1 (0,00)        | 1 (0,00)        | 5 (0,00)        | 6 (0,00)                                                                         | 2 (0,00)        | 2 (0,00)        | 3 (0,00)        | 8 (0,00)        | 4 (0,00)        | 2 (0,00)        | 5 (0,00)        | 3 (0,00)        | 4 (0,00)        | 6 (0,00)        | 3 (0,00)        | 4 (0,00)        |
| Estonie                               | 9 (0,00)                                                                      | 9 (0,00)        | 3 (0,00)        | 11 (0,00)       | 7 (0,00)        | 7 (0,00)        | 10 (0,00)       | 13 (0,00)       | 11 (0,00)       | 6 (0,00)        | 7 (0,00)        | 12 (0,00)       | 4 (0,00)        | 34 (0,00)                                                                        | 34 (0,00)       | 35 (0,00)       | 40 (0,01)       | 52 (0,01)       | 45 (0,01)       | 28 (0,00)       | 56 (0,01)       | 39 (0,01)       | 39 (0,01)       | 29 (0,00)       | 37 (0,01)       | 39 (0,01)       |
| Islande                               | 6 (0,00)                                                                      | 4 (0,00)        | 3 (0,00)        | 6 (0,00)        | 5 (0,00)        | 4 (0,00)        | 4 (0,00)        | 5 (0,00)        | 4 (0,00)        | 4 (0,00)        | 2 (0,00)        | 4 (0,00)        | 1 (0,00)        | 7 (0,00)                                                                         | 4 (0,00)        | 8 (0,00)        | 3 (0,00)        | 7 (0,00)        | 3 (0,00)        | 6 (0,00)        | 4 (0,00)        | 5 (0,00)        | 4 (0,00)        | 4 (0,00)        | 3 (0,00)        | 4 (0,00)        |
| Autres pays d'Europe                  | 1 464 (0,18)                                                                  | 1 916 (0,24)    | 2 099 (0,27)    | 2 635 (0,34)    | 2 956 (0,38)    | 3 225 (0,42)    | 3 565 (0,48)    | 4 187 (0,57)    | 4 365 (0,61)    | 4 566 (0,64)    | 4 513 (0,65)    | 4 870 (0,69)    | 5 392 (0,79)    | 2 081 (0,26)                                                                     | 2 540 (0,32)    | 2 782 (0,35)    | 3 239 (0,41)    | 3 696 (0,47)    | 4 033 (0,53)    | 4 364 (0,59)    | 4 851 (0,66)    | 5 070 (0,70)    | 5 241 (0,73)    | 5 300 (0,76)    | 5 549 (0,79)    | 6 254 (0,91)    |
| Afrique du Nord                       | 67 073 (8,36)                                                                 | 70 630 (8,90)   | 71 120 (9,00)   | 73 032 (9,34)   | 74 228 (9,50)   | 73 261 (9,63)   | 72 808 (9,78)   | 71 886 (9,84)   | 70 654 (9,82)   | 69 845 (9,78)   | 66 174 (9,50)   | 62 218 (8,87)   | 62 811 (9,15)   | 58 124 (7,25)                                                                    | 58 947 (7,43)   | 59 694 (7,55)   | 62 286 (7,97)   | 64 088 (8,20)   | 64 022 (8,42)   | 64 081 (8,60)   | 63 763 (8,73)   | 62 963 (8,75)   | 62 900 (8,81)   | 58 767 (8,44)   | 54 920 (7,83)   | 54 906 (8,00)   |
| Algérie                               | 27 817 (3,47)                                                                 | 28 628 (3,61)   | 29 193 (3,69)   | 30 278 (3,87)   | 30 909 (3,96)   | 30 930 (4,07)   | 31 405 (4,22)   | 30 693 (4,20)   | 30 583 (4,25)   | 30 080 (4,21)   | 28 382 (4,07)   | 26 349 (3,75)   | 26 981 (3,93)   | 25 847 (3,22)                                                                    | 25 831 (3,26)   | 26 408 (3,34)   | 27 905 (3,57)   | 28 899 (3,70)   | 29 240 (3,85)   | 29 984 (4,03)   | 29 256 (4,01)   | 29 102 (4,04)   | 28 780 (4,03)   | 26 469 (3,80)   | 24 257 (3,46)   | 24 329 (3,54)   |
| Maroc                                 | 27 689 (3,45)                                                                 | 29 678 (3,74)   | 29 237 (3,70)   | 29 356 (3,76)   | 29 661 (3,80)   | 28 610 (3,76)   | 27 779 (3,73)   | 27 617 (3,78)   | 26 441 (3,67)   | 25 881 (3,62)   | 24 300 (3,49)   | 22 718 (3,24)   | 22 214 (3,24)   | 25 074 (3,13)                                                                    | 25 563 (3,22)   | 25 367 (3,21)   | 25 908 (3,31)   | 26 283 (3,36)   | 25 719 (3,38)   | 24 891 (3,34)   | 25 304 (3,47)   | 24 372 (3,39)   | 24 016 (3,36)   | 22 547 (3,24)   | 20 959 (2,99)   | 20 564 -3       |
| Tunisie                               | 10 607 (1,32)                                                                 | 11 466 (1,45)   | 11 812 (1,49)   | 12 404 (1,59)   | 12 640 (1,62)   | 12 697 (1,67)   | 12 565 (1,69)   | 12 521 (1,71)   | 12 513 (1,74)   | 12 765 (1,79)   | 12 398 (1,78)   | 12 074 (1,72)   | 12 604 (1,84)   | 6 737 (0,84)                                                                     | 7 138 (0,90)    | 7 517 (0,95)    | 7 980 (1,02)    | 8 424 (1,08)    | 8 561 (1,13)    | 8 692 (1,17)    | 8 655 (1,19)    | 8 867 (1,23)    | 9 504 (1,33)    | 9 167 (1,32)    | 9 106 (1,30)    | 9 492 (1,38)    |
| Égypte                                | 960 (0,12)                                                                    | 858 (0,11)      | 878 (0,11)      | 994 (0,13)      | 1 018 (0,13)    | 1 024 (0,13)    | 1 059 (0,14)    | 1 055 (0,14)    | 1 117 (0,16)    | 1 119 (0,16)    | 1 094 (0,16)    | 1 077 (0,15)    | 1 012 (0,15)    | 466 (0,06)                                                                       | 415 (0,05)      | 402 (0,05)      | 493 (0,06)      | 482 (0,06)      | 502 (0,07)      | 514 (0,07)      | 548 (0,08)      | 622 (0,09)      | 600 (0,08)      | 584 (0,08)      | 598 (0,09)      | 521 (0,08)      |
| Afrique noire/Antilles non françaises | 29 814 (3,72)                                                                 | 38 285 (4,83)   | 39 277 (4,97)   | 41 445 (5,30)   | 43 086 (5,52)   | 44 093 (5,80)   | 45 106 (6,06)   | 47 280 (6,47)   | 49 869 (6,93)   | 53 268 (7,46)   | 53 092 (7,62)   | 53 240 (7,59)   | 57 496 (8,37)   | 31 598 (3,94)                                                                    | 34 523 (4,35)   | 35 367 (4,48)   | 37 365 (4,78)   | 39 043 (5,00)   | 39 591 (5,21)   | 40 600 (5,45)   | 42 316 (5,79)   | 44 453 (6,18)   | 47 923 (6,71)   | 47 420 (6,81)   | 46 965 (6,69)   | 50 682 (7,38)   |
| Côte d'Ivoire                         | 2 209 (0,28)                                                                  | 3 446 (0,43)    | 3 658 (0,46)    | 4 093 (0,52)    | 4 360 (0,56)    | 4 470 (0,59)    | 4 601 (0,62)    | 5 082 (0,70)    | 5 715 (0,79)    | 6 832 (0,96)    | 6 915 (0,99)    | 7 150 (1,02)    | 8 388 (1,22)    | 2 483 (0,31)                                                                     | 3 257 (0,41)    | 3 535 (0,45)    | 3 829 (0,49)    | 4 077 (0,52)    | 4 144 (0,54)    | 4 308 (0,58)    | 4 817 (0,66)    | 5 445 (0,76)    | 6 403 (0,90)    | 6 295 (0,90)    | 6 500 (0,93)    | 7 647 (1,11)    |
| Congo                                 | 3 908 (0,49)                                                                  | 6 367 (0,80)    | 6 361 (0,80)    | 6 752 (0,86)    | 6 872 (0,88)    | 6 823 (0,90)    | 7 022 (0,94)    | 7 317 (1,00)    | 7 444 (1,03)    | 7 299 (1,02)    | 7 050 (1,01)    | 6 697 (0,95)    | 6 867 (1,00)    | 4 000 (0,50)                                                                     | 5 612 (0,71)    | 5 772 (0,73)    | 6 119 (0,78)    | 6 372 (0,82)    | 6 210 (0,82)    | 6 384 (0,86)    | 6 560 (0,90)    | 6 603 (0,92)    | 6 519 (0,91)    | 6 153 (0,88)    | 5 929 (0,84)    | 6 003 (0,87)    |
| Sénégal                               | 3 811 (0,48)                                                                  | 4 354 (0,55)    | 4 679 (0,59)    | 4 966 (0,64)    | 5 213 (0,67)    | 5 274 (0,69)    | 5 352 (0,72)    | 5 570 (0,76)    | 5 915 (0,82)    | 6 090 (0,85)    | 6 061 (0,87)    | 5 969 (0,85)    | 6 347 (0,92)    | 3 548 (0,44)                                                                     | 3 589 (0,45)    | 3 901 (0,49)    | 4 107 (0,53)    | 4 330 (0,55)    | 4 279 (0,56)    | 4 348 (0,58)    | 4 581 (0,63)    | 4 761 (0,66)    | 4 954 (0,69)    | 5 039 (0,72)    | 4 798 (0,68)    | 5 244 (0,76)    |
| Guinée                                | 1 356 (0,17)                                                                  | 1 895 (0,24)    | 2 045 (0,26)    | 2 214 (0,28)    | 2 390 (0,31)    | 2 526 (0,33)    | 2 593 (0,35)    | 2 990 (0,41)    | 3 179 (0,44)    | 4 412 (0,62)    | 4 543 (0,65)    | 4 950 (0,71)    | 5 659 (0,82)    | 1 499 (0,19)                                                                     | 1 756 (0,22)    | 1 858 (0,24)    | 1 970 (0,25)    | 2 136 (0,27)    | 2 251 (0,30)    | 2 279 (0,31)    | 2 595 (0,36)    | 2 792 (0,39)    | 3 852 (0,54)    | 3 936 (0,56)    | 4 203 (0,60)    | 4 814 (0,70)    |
| Mali                                  | 3 875 (0,48)                                                                  | 4 407 (0,56)    | 4 337 (0,54)    | 4 504 (0,58)    | 4 476 (0,57)    | 4 492 (0,59)    | 4 429 (0,59)    | 4 732 (0,65)    | 4 799 (0,67)    | 4 755 (0,67)    | 4 786 (0,69)    | 4 847 (0,69)    | 5 073 (0,74)    | 3 129 (0,39)                                                                     | 3 061 (0,39)    | 2 959 (0,37)    | 3 143 (0,40)    | 3 079 (0,39)    | 3 074 (0,40)    | 3 263 (0,44)    | 3 272 (0,45)    | 3 412 (0,47)    | 3 413 (0,48)    | 3 391 (0,49)    | 3 379 (0,48)    | 3 541 (0,52)    |
| Comores                               | 2 033 (0,25)                                                                  | 2 535 (0,32)    | 2 840 (0,36)    | 2 803 (0,36)    | 2 902 (0,37)    | 3 097 (0,41)    | 3 156 (0,42)    | 3 494 (0,48)    | 3 564 (0,50)    | 3 751 (0,53)    | 3 705 (0,53)    | 3 796 (0,54)    | 3 948 (0,58)    | 2 090 (0,26)                                                                     | 2 208 (0,28)    | 2 298 (0,29)    | 2 386 (0,31)    | 2 513 (0,32)    | 2 679 (0,35)    | 2 689 (0,36)    | 2 952 (0,40)    | 3 077 (0,43)    | 3 237 (0,45)    | 3 191 (0,46)    | 3 229 (0,46)    | 3 408 (0,50)    |
| Cameroun                              | 2 311 (0,29)                                                                  | 2 778 (0,35)    | 2 743 (0,35)    | 2 882 (0,37)    | 3 057 (0,39)    | 3 170 (0,42)    | 3 387 (0,45)    | 3 269 (0,45)    | 3 593 (0,50)    | 3 750 (0,53)    | 3 652 (0,52)    | 3 715 (0,53)    | 3 898 (0,57)    | 3 235 (0,40)                                                                     | 3 200 (0,40)    | 3 110 (0,39)    | 3 272 (0,42)    | 3 409 (0,44)    | 3 424 (0,45)    | 3 568 (0,48)    | 3 370 (0,46)    | 3 608 (0,50)    | 3 675 (0,51)    | 3 600 (0,52)    | 3 500 (0,50)    | 3 647 (0,53)    |
| Nigéria                               | 343 (0,04)                                                                    | 532 (0,07)      | 578 (0,07)      | 683 (0,09)      | 817 (0,10)      | 954 (0,13)      | 1 034 (0,14)    | 1 226 (0,17)    | 1 525 (0,21)    | 1 949 (0,27)    | 1 792 (0,26)    | 1 810 (0,26)    | 1 698 (0,25)    | 585 (0,07)                                                                       | 676 (0,09)      | 776 (0,10)      | 948 (0,12)      | 1 014 (0,13)    | 1 082 (0,14)    | 1 139 (0,15)    | 1 317 (0,18)    | 1 686 (0,23)    | 2 078 (0,29)    | 1 911 (0,27)    | 1 871 (0,27)    | 1 758 (0,26)    |
| Haïti                                 | 1 408 (0,18)                                                                  | 1 795 (0,23)    | 1 747 (0,22)    | 1 695 (0,22)    | 1 770 (0,23)    | 1 714 (0,23)    | 1 780 (0,24)    | 1 809 (0,25)    | 1 716 (0,24)    | 1 679 (0,24)    | 1 655 (0,24)    | 1 639 (0,23)    | 1 611 (0,23)    | 1 706 (0,21)                                                                     | 1 718 (0,22)    | 1 650 (0,21)    | 1 636 (0,21)    | 1 641 (0,21)    | 1 632 (0,21)    | 1 663 (0,22)    | 1 666 (0,23)    | 1 617 (0,22)    | 1 605 (0,22)    | 1 522 (0,22)    | 1 522 (0,22)    | 1 504 (0,22)    |
| Madagascar                            | 1 414 (0,18)                                                                  | 1 530 (0,19)    | 1 463 (0,19)    | 1 552 (0,20)    | 1 463 (0,19)    | 1 426 (0,19)    | 1 356 (0,18)    | 1 296 (0,18)    | 1 431 (0,20)    | 1 352 (0,19)    | 1 408 (0,20)    | 1 382 (0,20)    | 1 311 (0,19)    | 2 185 (0,27)                                                                     | 2 142 (0,27)    | 2 024 (0,26)    | 2 101 (0,27)    | 2 081 (0,27)    | 2 031 (0,27)    | 1 960 (0,26)    | 1 937 (0,27)    | 1 938 (0,27)    | 2 041 (0,29)    | 2 057 (0,30)    | 1 962 (0,28)    | 1 920 (0,28)    |
| Mauritanie                            | 793 (0,10)                                                                    | 999 (0,13)      | 965 (0,12)      | 1 053 (0,13)    | 1 061 (0,14)    | 1 080 (0,14)    | 1 101 (0,15)    | 1 092 (0,15)    | 1 107 (0,15)    | 1 135 (0,16)    | 1 137 (0,16)    | 1 096 (0,16)    | 1 237 (0,18)    | 524 (0,07)                                                                       | 583 (0,07)      | 593 (0,08)      | 622 (0,08)      | 663 (0,08)      | 670 (0,09)      | 644 (0,09)      | 694 (0,10)      | 716 (0,10)      | 723 (0,10)      | 752 (0,11)      | 716 (0,10)      | 806 -0,12       |
| Cap-Vert                              | 616 (0,08)                                                                    | 839 (0,11)      | 890 (0,11)      | 956 (0,12)      | 1 064 (0,14)    | 1 179 (0,16)    | 1 202 (0,16)    | 1 191 (0,16)    | 1 167 (0,16)    | 1 222 (0,17)    | 1 131 (0,16)    | 1 096 (0,16)    | 1 229 (0,18)    | 594 (0,07)                                                                       | 649 (0,08)      | 701 (0,09)      | 778 (0,10)      | 865 (0,11)      | 980 (0,13)      | 944 (0,13)      | 1 001 (0,14)    | 960 (0,13)      | 993 (0,14)      | 938 (0,13)      | 911 (0,13)      | 1 026 (0,15)    |
| Bénin                                 | 610 (0,08)                                                                    | 781 (0,10)      | 755 (0,10)      | 763 (0,10)      | 806 (0,10)      | 807 (0,11)      | 805 (0,11)      | 827 (0,11)      | 892 (0,12)      | 901 (0,13)      | 928 (0,13)      | 1 002 (0,14)    | 1 002 (0,15)    | 481 (0,06)                                                                       | 469 (0,06)      | 506 (0,06)      | 498 (0,06)      | 559 (0,07)      | 526 (0,07)      | 516 (0,07)      | 512 (0,07)      | 566 (0,08)      | 569 (0,08)      | 609 (0,09)      | 635 (0,09)      | 649 -0,09       |
| Gabon                                 | 478 (0,06)                                                                    | 620 (0,08)      | 601 (0,08)      | 658 (0,08)      | 684 (0,09)      | 688 (0,09)      | 764 (0,10)      | 733 (0,10)      | 806 (0,11)      | 818 (0,11)      | 853 (0,12)      | 853 (0,12)      | 903 (0,13)      | 713 (0,09)                                                                       | 743 (0,09)      | 696 (0,09)      | 721 (0,09)      | 795 (0,10)      | 819 (0,11)      | 921 (0,12)      | 981 (0,13)      | 975 (0,14)      | 1 123 (0,16)    | 1 055 (0,15)    | 1 070 (0,15)    | 1 110 (-0,16)   |
| Angola                                | 825 (0,10)                                                                    | 1 017 (0,13)    | 1 045 (0,13)    | 1 063 (0,14)    | 1 106 (0,14)    | 1 066 (0,14)    | 1 040 (0,14)    | 1 110 (0,15)    | 1 014 (0,14)    | 1 051 (0,15)    | 979 (0,14)      | 891 (0,13)      | 896 (0,13)      | 758 (0,09)                                                                       | 718 (0,09)      | 748 (0,10)      | 747 (0,10)      | 785 (0,10)      | 817 (0,11)      | 764 (0,10)      | 860 (0,12)      | 851 (0,12)      | 902 (0,13)      | 866 (0,12)      | 774 (0,11)      | 774 (0,11)      |
| Togo                                  | 708 (0,09)                                                                    | 783 (0,10)      | 799 (0,10)      | 761 (0,10)      | 797 (0,10)      | 798 (0,10)      | 745 (0,10)      | 722 (0,10)      | 754 (0,10)      | 751 (0,11)      | 732 (0,11)      | 716 (0,10)      | 790 (0,12)      | 625 (0,08)                                                                       | 604 (0,08)      | 597 (0,08)      | 627 (0,08)      | 625 (0,08)      | 560 (0,07)      | 568 (0,08)      | 555 (0,08)      | 504 (0,07)      | 498 (0,07)      | 529 (0,08)      | 521 (0,07)      | 560 -0,08       |
| Centrafrique                          | 485 (0,06)                                                                    | 645 (0,08)      | 621 (0,08)      | 646 (0,08)      | 676 (0,09)      | 724 (0,10)      | 714 (0,10)      | 704 (0,10)      | 671 (0,09)      | 770 (0,11)      | 686 (0,10)      | 676 (0,10)      | 722 (0,11)      | 516 (0,06)                                                                       | 517 (0,07)      | 495 (0,06)      | 526 (0,07)      | 524 (0,07)      | 634 (0,08)      | 642 (0,09)      | 638 (0,09)      | 597 (0,08)      | 656 (0,09)      | 642 (0,09)      | 607 (0,09)      | 658 (0,10)      |
| Tchad                                 | 243 (0,03)                                                                    | 264 (0,03)      | 265 (0,03)      | 282 (0,04)      | 328 (0,04)      | 339 (0,04)      | 318 (0,04)      | 396 (0,05)      | 369 (0,05)      | 413 (0,06)      | 335 (0,05)      | 336 (0,05)      | 444 (0,06)      | 209 (0,03)                                                                       | 216 (0,03)      | 203 (0,03)      | 233 (0,03)      | 269 (0,03)      | 304 (0,04)      | 296 (0,04)      | 349 (0,05)      | 344 (0,05)      | 368 (0,05)      | 327 (0,05)      | 313 (0,04)      | 422 (0,06)      |
| Île Maurice                           | 410 (0,05)                                                                    | 463 (0,06)      | 437 (0,06)      | 420 (0,05)      | 434 (0,06)      | 421 (0,06)      | 437 (0,06)      | 411 (0,06)      | 442 (0,06)      | 393 (0,06)      | 403 (0,06)      | 378 (0,05)      | 362 (0,05)      | 493 (0,06)                                                                       | 549 (0,07)      | 542 (0,07)      | 489 (0,06)      | 540 (0,07)      | 519 (0,07)      | 524 (0,07)      | 491 (0,07)      | 511 (0,07)      | 505 (0,07)      | 495 (0,07)      | 509 (0,07)      | 431 (0,06)      |
| Niger                                 | 148 (0,02)                                                                    | 147 (0,02)      | 192 (0,02)      | 205 (0,03)      | 176 (0,02)      | 210 (0,03)      | 197 (0,03)      | 187 (0,03)      | 203 (0,03)      | 202 (0,03)      | 207 (0,03)      | 218 (0,03)      | 282 (0,04)      | 188 (0,02)                                                                       | 172 (0,02)      | 215 (0,03)      | 191 (0,02)      | 213 (0,03)      | 205 (0,03)      | 185 (0,02)      | 180 (0,02)      | 199 (0,03)      | 198 (0,03)      | 206 (0,03)      | 214 (0,03)      | 228 -0,03       |
| Autres pays d'Afrique                 | 1 830 (0,23)                                                                  | 2 088 (0,26)    | 2 256 (0,29)    | 2 494 (0,32)    | 2 634 (0,34)    | 2 835 (0,37)    | 3 073 (0,41)    | 3 122 (0,43)    | 3 563 (0,50)    | 3 743 (0,52)    | 4 134 (0,59)    | 4 023 (0,57)    | 4 829 (0,70)    | 2 037 (0,25)                                                                     | 2 084 (0,26)    | 2 188 (0,28)    | 2 422 (0,31)    | 2 553 (0,33)    | 2 751 (0,36)    | 2 995 (0,40)    | 2 988 (0,41)    | 3 291 (0,46)    | 3 611 (0,51)    | 3 906 (0,56)    | 3 802 (0,54)    | 4 523 (0,66)    |
| Asie                                  | 9 372 (1,17)                                                                  | 10 649 (1,34)   | 10 674 (1,37)   | 10 975 (1,39)   | 11 157 (1,43)   | 10 636 (1,40)   | 11 036 (1,48)   | 10 526 (1,44)   | 10 538 (1,46)   | 10 951 (1,53)   | 10 643 (1,53)   | 9 840 (1,40)    | 10 699 (1,56)   | 12 108 (1,51)                                                                    | 13 001 (1,64)   | 13 768 (1,74)   | 13 308 (1,70)   | 13 964 (1,79)   | 13 460 (1,77)   | 13 791 (1,85)   | 13 170 (1,80)   | 13 071 (1,82)   | 13 278 (1,86)   | 12 656 (1,82)   | 12 093 (1,72)   | 12 579 (1,83)   |
| Chine                                 | 1 815 (0,23)                                                                  | 2 141 (0,27)    | 2 140 (0,27)    | 1 845 (0,24)    | 2 079 (0,27)    | 1 669 (0,22)    | 2 053 (0,28)    | 1 650 (0,23)    | 1 545 (0,21)    | 1 586 (0,22)    | 1 393 (0,20)    | 1 158 (0,16)    | 1 067 (0,16)    | 2 684 (0,33)                                                                     | 2 964 (0,37)    | 3 092 (0,39)    | 2 771 (0,35)    | 3 204 (0,41)    | 2 619 (0,34)    | 3 035 (0,41)    | 2 627 (0,36)    | 2 435 (0,34)    | 2 492 (0,35)    | 2 134 (0,31)    | 1 969 (0,28)    | 1 768 (0,26)    |
| Vietnam                               | 627 (0,08)                                                                    | 1 086 (0,14)    | 1 145 (0,14)    | 1 014 (0,13)    | 923 (0,12)      | 904 (0,12)      | 869 (0,12)      | 759 (0,10)      | 726 (0,10)      | 713 (0,10)      | 637 (0,09)      | 595 (0,08)      | 549 (0,08)      | 841 (0,10)                                                                       | 1 366 (0,17)    | 1 498 (0,19)    | 1 370 (0,18)    | 1 279 (0,16)    | 1 264 (0,17)    | 1 246 (0,17)    | 1 167 (0,16)    | 1 145 (0,16)    | 1 136 (0,16)    | 1 063 (0,15)    | 975 (0,14)      | 945 (0,14)      |
| Cambodge                              | 675 (0,08)                                                                    | 696 (0,09)      | 629 (0,08)      | 594 (0,08)      | 632 (0,08)      | 520 (0,07)      | 496 (0,07)      | 409 (0,06)      | 336 (0,05)      | 337 (0,05)      | 338 (0,05)      | 222 (0,03)      | 232 (0,03)      | 818 (0,10)                                                                       | 784 (0,10)      | 800 (0,10)      | 706 (0,09)      | 769 (0,10)      | 728 (0,10)      | 658 (0,09)      | 550 (0,08)      | 512 (0,07)      | 509 (0,07)      | 481 (0,07)      | 402 (0,06)      | 358 (0,05)      |
| Laos                                  | 560 (0,07)                                                                    | 569 (0,07)      | 454 (0,06)      | 418 (0,05)      | 388 (0,05)      | 265 (0,04)      | 288 (0,04)      | 242 (0,03)      | 196 (0,03)      | 184 (0,03)      | 157 (0,02)      | 142 (0,02)      | 111 (0,02)      | 442 (0,06)                                                                       | 438 (0,06)      | 395 (0,05)      | 328 (0,04)      | 320 (0,04)      | 249 (0,03)      | 226 (0,03)      | 211 (0,03)      | 192 (0,03)      | 176 (0,02)      | 181 (0,03)      | 162 (0,02)      | 129 -0,02       |
| Japon                                 | 112 (0,01)                                                                    | 147 (0,02)      | 148 (0,02)      | 127 (0,02)      | 141 (0,02)      | 120 (0,02)      | 114 (0,02)      | 134 (0,02)      | 120 (0,02)      | 105 (0,01)      | 130 (0,02)      | 111 (0,02)      | 101 (0,01)      | 560 (0,07)                                                                       | 645 (0,08)      | 638 (0,08)      | 657 (0,08)      | 632 (0,08)      | 588 (0,08)      | 567 (0,07)      | 575 (0,08)      | 500 (0,07)      | 420 (0,06)      | 406 (0,06)      | 410 (0,06)      | 386 (0,06)      |
| Sri Lanka                             | 1 618 (0,20)                                                                  | 1 743 (0,22)    | 1 909 (0,24)    | 1 908 (0,24)    | 2 006 (0,26)    | 2 080 (0,27)    | 1 991 (0,27)    | 1 981 (0,27)    | 2 020 (0,28)    | 1 879 (0,26)    | 1 905 (0,27)    | 1 784 (0,25)    | 1 815 (0,26)    | 1 634 (0,20)                                                                     | 1 678 (0,21)    | 1 821 (0,23)    | 1 843 (0,24)    | 1 926 (0,25)    | 2 035 (0,27)    | 1 910 (0,26)    | 1 889 (0,26)    | 1 907 (0,26)    | 1 779 (0,25)    | 1 765 (0,25)    | 1 632 (0,23)    | 1 692 (0,25)    |
| Inde                                  | 1 073 (0,13)                                                                  | 1 130 (0,14)    | 1 114 (0,14)    | 1 162 (0,15)    | 1 234 (0,16)    | 1 168 (0,15)    | 1 196 (0,16)    | 1 175 (0,16)    | 1 246 (0,17)    | 1 274 (0,18)    | 1 218 (0,17)    | 1 159 (0,17)    | 1 168 (0,17)    | 1 068 (0,13)                                                                     | 1 071 (0,14)    | 1 073 (0,14)    | 1 093 (0,14)    | 1 124 (0,14)    | 1 092 (0,14)    | 1 126 (0,15)    | 1 095 (0,15)    | 1 197 (0,17)    | 1 147 (0,16)    | 1 144 (0,16)    | 1 074 (0,15)    | 1 106 (0,16)    |
| Bangladesh                            | 245 (0,03)                                                                    | 308 (0,04)      | 338 (0,04)      | 380 (0,05)      | 376 (0,05)      | 563 (0,07)      | 622 (0,08)      | 599 (0,08)      | 728 (0,10)      | 775 (0,11)      | 833 (0,12)      | 842 (0,12)      | 1 053 (0,15)    | 253 (0,03)                                                                       | 307 (0,04)      | 325 (0,04)      | 368 (0,05)      | 358 (0,05)      | 546 (0,07)      | 602 (0,08)      | 572 (0,08)      | 700 (0,10)      | 756 (0,11)      | 795 (0,11)      | 807 (0,11)      | 1 021 (0,15)    |
| Pakistan                              | 788 (0,10)                                                                    | 855 (0,11)      | 916 (0,12)      | 936 (0,12)      | 985 (0,13)      | 944 (0,12)      | 963 (0,13)      | 995 (0,14)      | 977 (0,14)      | 1 060 (0,15)    | 1 082 (0,16)    | 964 (0,14)      | 1 029 (0,15)    | 667 (0,08)                                                                       | 677 (0,09)      | 711 (0,09)      | 727 (0,09)      | 755 (0,10)      | 760 (0,10)      | 810 (0,11)      | 789 (0,11)      | 772 (0,11)      | 863 (0,12)      | 882 (0,13)      | 803 (0,11)      | 841 -0,12       |
| Autre Asie                            | 1 859 (0,23)                                                                  | 1 974 (0,25)    | 2 182 (0,28)    | 2 290 (0,29)    | 2 393 (0,31)    | 2 403 (0,32)    | 2 444 (0,33)    | 2 582 (0,35)    | 2 644 (0,37)    | 3 038 (0,43)    | 2 950 (0,42)    | 2 863 (0,41)    | 3 574 (0,52)    | 3 141 (0,39)                                                                     | 3 071 (0,39)    | 3 415 (0,43)    | 3 445 (0,44)    | 3 597 (0,46)    | 3 579 (0,47)    | 3 611 (0,48)    | 3 695 (0,51)    | 3 711 (0,52)    | 4 000 (0,56)    | 3 805 (0,55)    | 3 859 (0,55)    | 4 333 (0,63)    |
| Moyen-Orient                          | 12 657 (1,58)                                                                 | 12 955 (1,63)   | 12 620 (1,60)   | 12 775 (1,63)   | 12 566 (1,61)   | 12 043 (1,58)   | 11 805 (1,59)   | 11 584 (1,59)   | 10 949 (1,52)   | 10 512 (1,47)   | 9 728 (1,40)    | 9 374 (1,34)    | 9 346 (1,36)    | 10 713 (1,34)                                                                    | 10 387 (1,31)   | 10 294 (1,30)   | 10 226 (1,31)   | 10 257 (1,31)   | 9 809 (1,29)    | 9 564 (1,28)    | 9 437 (1,29)    | 8 806 (1,22)    | 8 542 (1,20)    | 7 947 (1,14)    | 7 483 (1,07)    | 7 593 (1,11)    |
| Turquie                               | 10 001 (1,25)                                                                 | 10 112 (1,28)   | 9 835 (1,24)    | 9 768 (1,25)    | 9 587 (1,23)    | 9 017 (1,19)    | 8 524 (1,14)    | 8 141 (1,11)    | 7 347 (1,02)    | 6 966 (0,98)    | 6 342 (0,91)    | 5 918 (0,84)    | 5 881 (0,86)    | 8 427 (1,05)                                                                     | 8 034 (1,01)    | 7 994 (1,01)    | 7 756 (0,99)    | 7 724 (0,99)    | 7 200 (0,95)    | 6 691 (0,90)    | 6 322 (0,87)    | 5 618 (0,78)    | 5 301 (0,74)    | 4 774 (0,69)    | 4 375 (0,62)    | 4 398 (0,64)    |
| Syrie                                 | 462 (0,06)                                                                    | 424 (0,05)      | 406 (0,05)      | 499 (0,06)      | 498 (0,06)      | 560 (0,07)      | 733 (0,10)      | 908 (0,12)      | 1 050 (0,15)    | 1 090 (0,15)    | 1 152 (0,17)    | 1 067 (0,15)    | 1 071 (0,16)    | 382 (0,05)                                                                       | 340 (0,04)      | 305 (0,04)      | 371 (0,05)      | 388 (0,05)      | 458 (0,06)      | 621 (0,08)      | 820 (0,11)      | 968 (0,13)      | 1 040 (0,15)    | 1 082 (0,16)    | 964 (0,14)      | 996 -0,15       |
| Liban                                 | 991 (0,12)                                                                    | 1 019 (0,13)    | 938 (0,12)      | 972 (0,12)      | 1 001 (0,13)    | 959 (0,13)      | 861 (0,12)      | 884 (0,12)      | 849 (0,12)      | 819 (0,11)      | 745 (0,11)      | 877 (0,12)      | 869 (0,13)      | 750 (0,09)                                                                       | 678 (0,09)      | 627 (0,08)      | 656 (0,08)      | 700 (0,09)      | 639 (0,08)      | 632 (0,08)      | 610 (0,08)      | 546 (0,08)      | 585 (0,08)      | 542 (0,08)      | 637 (0,09)      | 694 -0,1        |
| Arménie                               | 473 (0,06)                                                                    | 710 (0,09)      | 779 (0,10)      | 824 (0,11)      | 780 (0,10)      | 786 (0,10)      | 872 (0,12)      | 850 (0,12)      | 861 (0,12)      | 783 (0,11)      | 737 (0,11)      | 751 (0,11)      | 792 (0,12)      | 566 (0,07)                                                                       | 750 (0,09)      | 819 (0,10)      | 878 (0,11)      | 856 (0,11)      | 866 (0,11)      | 915 (0,12)      | 953 (0,13)      | 938 (0,13)      | 857 (0,12)      | 817 (0,12)      | 811 (0,12)      | 835 (0,12)      |
| Iraq                                  | 172 (0,02)                                                                    | 217 (0,03)      | 209 (0,03)      | 208 (0,03)      | 245 (0,03)      | 267 (0,04)      | 353 (0,05)      | 385 (0,05)      | 434 (0,06)      | 424 (0,06)      | 373 (0,05)      | 382 (0,05)      | 343 (0,05)      | 137 (0,02)                                                                       | 196 (0,02)      | 193 (0,02)      | 166 (0,02)      | 202 (0,03)      | 245 (0,03)      | 302 (0,04)      | 328 (0,04)      | 390 (0,05)      | 376 (0,05)      | 343 (0,05)      | 325 (0,05)      | 294 (0,04)      |
| Iran                                  | 289 (0,04)                                                                    | 246 (0,03)      | 239 (0,03)      | 276 (0,04)      | 240 (0,03)      | 253 (0,03)      | 249 (0,03)      | 237 (0,03)      | 224 (0,03)      | 251 (0,04)      | 229 (0,03)      | 219 (0,03)      | 241 (0,04)      | 231 (0,03)                                                                       | 205 (0,03)      | 217 (0,03)      | 215 (0,03)      | 194 (0,02)      | 226 (0,03)      | 246 (0,03)      | 265 (0,04)      | 222 (0,03)      | 241 (0,03)      | 260 (0,04)      | 252 (0,04)      | 253 -0,04       |
| Israël                                | 269 (0,03)                                                                    | 227 (0,03)      | 214 (0,03)      | 228 (0,03)      | 215 (0,03)      | 201 (0,03)      | 213 (0,03)      | 179 (0,02)      | 184 (0,03)      | 179 (0,03)      | 150 (0,02)      | 160 (0,02)      | 149 (0,02)      | 220 (0,03)                                                                       | 184 (0,02)      | 139 (0,02)      | 184 (0,02)      | 193 (0,02)      | 175 (0,02)      | 157 (0,02)      | 139 90,02)      | 124 (0,02)      | 142 (0,02)      | 129 (0,02)      | 119 (0,02)      | 123 (0,02)      |
| Amérique/Océanie                      | 3 164 (0,39)                                                                  | 3 475 (0,44)    | 3 444 (0,44)    | 3 755 (0,48)    | 3 939 (0,50)    | 3 976 (0,52)    | 3 994 (0,54)    | 4 198 (0,57)    | 4 308 (0,60)    | 4 530 (0,63)    | 4 405 (0,63)    | 4 752 (0,68)    | 4 785 (0,70)    | 4 969 (0,62)                                                                     | 5 012 (0,63)    | 5 019 (0,64)    | 5 337 (0,68)    | 5 476 (0,70)    | 5 643 (0,74)    | 5 681 (0,76)    | 5 679 (0,78)    | 5 942 (0,83)    | 6 297 (0,88)    | 6 277 (0,90)    | 6 597 (0,94)    | 6 436 (90,94)   |
| Brésil                                | 545 (0,07)                                                                    | 649 (0,08)      | 692 (0,09)      | 706 (0,09)      | 772 (0,10)      | 788 (0,10)      | 837 (0,11)      | 881 (0,12)      | 940 (0,13)      | 1 019 (0,14)    | 1 061 (0,15)    | 1 099 (0,16)    | 1 165 (0,17)    | 1 124 (0,14)                                                                     | 1 172 (0,15)    | 1 145 (0,14)    | 1 267 (0,16)    | 1 252 (0,16)    | 1 264 (0,17)    | 1 359 (0,18)    | 1 437 (0,20)    | 1 461 (0,20)    | 1 601 (0,22)    | 1 567 (0,22)    | 1 685 (0,24)    | 1 636 (0,24)    |
| Colombie                              | 288 (0,04)                                                                    | 329 (0,04)      | 334 (0,04)      | 399 (0,05)      | 419 (0,05)      | 478 (0,06)      | 423 (0,06)      | 468 (0,06)      | 496 (0,07)      | 580 (0,08)      | 543 (0,08)      | 631 (0,09)      | 627 (0,09)      | 538 (0,07)                                                                       | 521 (0,07)      | 547 (0,07)      | 572 (0,07)      | 603 (0,08)      | 689 (0,09)      | 664 (0,09)      | 680 (0,09)      | 671 (0,09)      | 827 (0,12)      | 781 (0,11)      | 843 (0,12)      | 825 (-0,12)     |
| États-Unis                            | 531 (0,07)                                                                    | 544 (0,07)      | 523 (0,07)      | 577 (0,07)      | 558 (0,07)      | 470 (0,06)      | 532 (0,07)      | 541 (0,07)      | 559 (0,08)      | 550 (0,08)      | 535 (0,08)      | 572 (0,08)      | 559 (0,08)      | 681 (0,08)                                                                       | 666 (0,08)      | 730 (0,09)      | 699 (0,09)      | 749 (0,10)      | 715 (0,09)      | 739 (0,10)      | 698 (0,10)      | 773 (0,11)      | 734 (0,10)      | 778 (0,11)      | 841 (0,12)      | 750 -0,11       |
| Mexique                               | 164 (0,02)                                                                    | 178 (0,02)      | 195 (0,02)      | 193 (0,02)      | 229 (0,03)      | 274 (0,04)      | 214 (0,03)      | 251 (0,03)      | 262 (0,04)      | 231 (0,03)      | 219 (0,03)      | 263 (0,04)      | 263 (0,04)      | 347 (0,04)                                                                       | 343 (0,04)      | 393 (0,05)      | 355 (0,05)      | 406 (0,05)      | 441 (0,06)      | 447 (0,06)      | 416 (0,06)      | 435 (0,06)      | 438 (0,06)      | 473 (0,07)      | 476 (0,07)      | 474 (-0,07)     |
| Canada                                | 316 (0,04)                                                                    | 328 (0,04)      | 277 (0,04)      | 282 (0,04)      | 319 (0,04)      | 288 (0,04)      | 257 (0,03)      | 243 (0,03)      | 236 (0,03)      | 190 (0,03)      | 247 (0,04)      | 246 (0,04)      | 237 (0,03)      | 406 (0,05)                                                                       | 359 (0,05)      | 353 (0,04)      | 375 (0,05)      | 338 (0,04)      | 344 (0,05)      | 353 (0,05)      | 298 (0,04)      | 299 (0,04)      | 289 (0,04)      | 304 (0,04)      | 324 (0,05)      | 319 (0,05)      |
| Venezuela                             | 108 (0,01)                                                                    | 96 (0,01)       | 131 (0,02)      | 140 (0,02)      | 139 (0,02)      | 181 (0,02)      | 175 (0,02)      | 176 (0,02)      | 186 (0,03)      | 223 (0,03)      | 177 (0,03)      | 178 (0,03)      | 226 (0,03)      | 174 (0,02)                                                                       | 176 (0,02)      | 179 (0,02)      | 205 (0,03)      | 192 (0,02)      | 224 (0,03)      | 231 (0,03)      | 235 (0,03)      | 264 (0,04)      | 289 (0,04)      | 271 (0,04)      | 270 (0,04)      | 291 (0,04)      |
| Argentine                             | 176 (0,02)                                                                    | 197 (0,02)      | 196 (0,02)      | 237 (0,03)      | 239 (0,03)      | 213 (0,03)      | 215 (0,03)      | 240 (0,03)      | 219 (0,03)      | 235 (0,03)      | 193 (0,03)      | 258 (0,04)      | 217 (0,03)      | 237 (0,03)                                                                       | 266 (0,03)      | 243 (0,03)      | 263 (0,03)      | 274 (0,04)      | 259 (0,03)      | 237 (0,03)      | 223 (0,03)      | 225 (0,03)      | 266 (0,04)      | 228 (0,03)      | 305 (0,04)      | 253 (-0,04)     |
| Pérou                                 | 139 (0,02)                                                                    | 137 (0,02)      | 146 (0,02)      | 160 (0,02)      | 178 (0,02)      | 191 (0,03)      | 182 (0,02)      | 193 (0,03)      | 181 (0,03)      | 228 (0,03)      | 210 (0,03)      | 227 (0,03)      | 211 (0,03)      | 303 (0,04)                                                                       | 297 (0,04)      | 274 (0,03)      | 322 (0,04)      | 319 (0,04)      | 334 (0,04)      | 323 (0,04)      | 354 (0,05)      | 347 (0,05)      | 351 (0,05)      | 350 (0,05)      | 342 (0,05)      | 356 (-0,05)     |
| Chili                                 | 229 (0,03)                                                                    | 249 (0,03)      | 204 (0,03)      | 224 (0,03)      | 197 (0,03)      | 238 (0,03)      | 196 (0,03)      | 220 (0,03)      | 179 (0,02)      | 215 (0,03)      | 190 (0,03)      | 166 (0,02)      | 185 (0,03)      | 263 (0,03)                                                                       | 278 (0,04)      | 216 (0,03)      | 246 (0,03)      | 235 (0,03)      | 247 (0,03)      | 217 (0,03)      | 222 (0,03)      | 189 (0,03)      | 200 (0,03)      | 217 (0,03)      | 193 (0,03)      | 211 (-0,03)     |
| Australie                             | 139 (0,02)                                                                    | 119 (0,02)      | 128 (0,02)      | 139 (0,02)      | 132 (0,02)      | 107 (0,01)      | 145 (0,02)      | 107 (0,01)      | 121 (0,02)      | 125 (0,02)      | 106 (0,02)      | 117 (0,02)      | 104 (0,02)      | 123 (0,02)                                                                       | 134 (0,02)      | 112 (0,01)      | 125 (0,02)      | 132 (0,02)      | 106 (0,01)      | 135 (0,02)      | 132 (0,02)      | 119 (0,02)      | 112 (0,02)      | 119 (0,02)      | 131 (0,02)      | 115 (0,02)      |
| Autres pays d'Amérique                | 465 (0,06)                                                                    | 566 (0,07)      | 539 (0,07)      | 604 (0,08)      | 662 (0,08)      | 649 (0,09)      | 718 (0,10)      | 778 (0,11)      | 832 (0,12)      | 834 (0,12)      | 821 (0,12)      | 898 (0,13)      | 905 (0,13)      | 712 (0,09)                                                                       | 751 (0,09)      | 771 (0,10)      | 835 (0,11)      | 904 (0,12)      | 946 (0,12)      | 908 (0,12)      | 912 (0,12)      | 1 089 (0,15)    | 1 125 (0,16)    | 1 117 (0,16)    | 1 130 (0,16)    | 1 149 (0,17)    |
| Autres pays d'Océanie                 | 64 (0,01)                                                                     | 83 (0,01)       | 79 (0,01)       | 94 (0,01)       | 95 (0,01)       | 99 (0,01)       | 100 (0,01)      | 100 (0,01)      | 97 (0,01)       | 100 (0,01)      | 103 (0,01)      | 97 (0,01)       | 86 (0,01)       | 61 (0,01)                                                                        | 49 (0,01)       | 56 (0,01)       | 73 (0,01)       | 60 (0,01)       | 74 (0,01)       | 68 (0,01)       | 72 (0,01)       | 70 (0,01)       | 65 (0,01)       | 72 (0,01)       | 57 (0,01)       | 57 (0,01)       |
| ------------------------------------- | ----------------------------------------------------------------------------- | --------------- | --------------- | --------------- | --------------- | --------------- | --------------- | --------------- | --------------- | --------------- | --------------- | --------------- | --------------- | -------------------------------------------------------------------------------- | --------------- | --------------- | --------------- | --------------- | --------------- | --------------- | --------------- | --------------- | --------------- | --------------- | --------------- | --------------- |

Note
En 2010, pays étranger non déclaré : père, 17 536 mère, 3 754

### Évolution 2020-2024
L’Insee produit chaque année depuis 1975 une estimation de la population au 1er janvier de l’année. De 1975 à 1989, les estimations de population sont disponibles uniquement pour la métropole. De 1990 à 2019, le champ couvre l’ensemble des départements de France. Mayotte, devenue un département d’outre-mer à la suite du référendum mahorais de 2009, est intégrée au champ France à partir de l'année 2014. Les données de la Guadeloupe n'incluent pas Saint-Martin.
Les estimations de la population française antérieures à 2017 sont composées de la somme des populations légales des différentes divisions administratives françaises, hors Mayotte, et des estimations de populations de Mayotte de 2014 à 2017. Les estimations pour les années 2022, 2023 et 2024 sont quant à elles provisoires. Elles seront révisées début 2026 lorsque seront disponibles les résultats définitifs du nouveau recensement daté du 1er janvier 2023.
Les estimations de populations (hors COM) au 1er janvier des années 2020 à 2024 sont les suivantes :
| Territoire concerné | Population 1er janvier 2020 | Population 1er janvier 2021 | Population 1er janvier 2022 | Population 1er janvier 2023 | Population 1er janvier 2024 |
| ------------------- | --------------------------- | --------------------------- | --------------------------- | --------------------------- | --------------------------- |
| France hexagonale   | 65 269 154                  | 65 505 213                  | 65 721 831                  | 65 925 961                  | 66 142 961                  |
| Corse               | 343 701                     | 347 957                     | 350 253                     | 352 851                     | 355 528                     |
| DROM                | 2 172 696                   | 2 191 878                   | 2 204 727                   | 2 217 472                   | 2 230 472                   |
| DROM hors Mayotte   | 1 893 000                   | 1 902 839                   | 1 905 391                   | 1 907 571                   | 1 909 571                   |
| Mayotte             | 279 696                     | 289 039                     | 299 336                     | 309 901                     | 320 901                     |
| Total (hors COM)    | 67 441 850                  | 67 697 091                  | 67 926 558                  | 68 143 433                  | 68 373 433                  |

### Évolution antérieure au XXe siècle

Carte Philosophique figurant la Population de la France (1830), par Armand Joseph Frère de Montizon.

### Projections démographiques
| Année | Population (au 1er janvier) Projection de référence |
| ----- | --------------------------------------------------- |
| 2030  | 68 749 700                                          |
| 2040  | 69 802 409                                          |
| 2050  | 70 010 903                                          |
| 2060  | 69 680 913                                          |
| 2070  | 69 429 375                                          |
| 2080  | 69 424 614                                          |

En 2021, les projections de population de l’INSEE sur cinquante ans revoient à la baisse les gains d'espérance de vie ainsi que le taux de fécondité. Il en résulte des prévisions de population de 68,1 millions d’habitants en 2070 (au lieu des 76 millions prévus en 2016) contre 67,4 millions en 2020 après un pic à 69,3 millions en 2044. Les décès deviendraient plus nombreux que les naissances à partir de 2035, et l'apport migratoire estimé, sur l'ensemble de la période, à 70 000 par an ne compenserait plus le « déficit naturel » à partir de 2044.
En 2022, l’INSEE publie ses projections par région : cinq régions ont atteint leur pic démographique dès 2015 et voient leur population diminuer : la Bourgogne-Franche-Comté, le Centre-Val de Loire, le Grand Est, la Normandie et les Hauts-de-France. La population des régions du sud et de l'Ouest continuerait à progresser alors que celle de la diagonale des faibles densités de population, de la Moselle au Lot, diminuerait. Seuls dix départements verraient la hausse de leur population se poursuivre jusqu'en 2070 : l'Ariège, la Haute-Garonne, la Gironde, l'Hérault, l'Ille-et-Vilaine, la Loire-Atlantique, le Tarn, le Tarn-et-Garonne, la Guyane et Mayotte.

## Natalité

### Indice de fécondité et taux de natalité
Les chiffres suivants concernent la France y compris les DROM (Mayotte depuis 2014) :
| Année | Naissances | Taux de natalité (‰) | Taux de fécondité (enfants par femme) |
| ----- | ---------- | -------------------- | ------------------------------------- |
| 1985  | 796 138    | 14,1                 |                                       |
| 1990  | 793 071    | 13,6                 |                                       |
| 1995  | 759 058    | 12,8                 | 1,73                                  |
| 2000  | 807 405    | 13,3                 | 1,89                                  |
| 2005  | 806 822    | 12,8                 | 1,94                                  |
| 2010  | 832 799    | 12,9                 | 2,03                                  |
| 2015  | 798 948    | 12,0                 | 1,96                                  |
| 2020  | 735 196    | 10,9                 | 1,82                                  |
| 2021  | 742 052    | 11,0                 | 1,83                                  |
| 2022  | 723 000    | 10,6                 | 1,79                                  |
| 2023  | 678 000    |                      | 1,66                                  |
| 2024  | 663 000    |                      | 1,62                                  |

En 2024, le nombre de naissances a reculé de 2,2 %, s'établissant à 663 000 naissances, soit 21,5 % de moins qu'en 2010, année du dernier pic des naissances. L'indicateur conjoncturel de fécondité s'établit en effet à 1,62 enfant par femme, après 1,66 en 2023. La France reste néanmoins le pays où la fécondité est la plus élevée parmi les 27 pays de l'UE.
En 2023, la France métropolitaine a enregistré 678 000 naissances, soit 48 000 de moins qu'en 2022, elle-même déjà marquée par un recul historique de la natalité. Par rapport au pic de 2010, le nombre de naissances est en baisse de 150 000, soit -20 %. L'indice de fécondité tombe à 1,68 enfant par femme contre 1,79 en 2022, 1,83 en 2021 et 2,03 à son pic enregistré en 2010, mais 1,73 en 1995.
En 2021, 738 000 personnes sont nées en France métropolitaine ou dans les départements d’outre-mer. L’indicateur de fécondité se situe à 1,83 enfant par femme (1,80 en France métropolitaine),. Ce chiffre est nettement supérieur à la moyenne de l’Union européenne (1,53 en 2019), et a augmenté depuis le début des années 1990, période où il avait atteint son minimum de 1,6. Toutefois, l’indice de fécondité reste nettement inférieur à ce qu'il était de 1946 à la fin des années 1960 et a baissé au cours des années 2010 : il était proche de 3 en 1960. Il est aussi légèrement insuffisant pour assurer le renouvellement des générations. Les femmes nées hors de l’Union européenne présentaient en 2008 un indice de fécondité de 3,1 – très supérieur à celui des femmes nées en France.

### Interruptions volontaires de grossesse
Les chiffres suivants concernent la France y compris les DROM (Mayotte depuis 2014) :
| Année | Total 15-49 | 15-17  | 18-19  | 20-24  | 25-29  | 30-34  | 35-39  | 40-44  | 45-49 |
| ----- | ----------- | ------ | ------ | ------ | ------ | ------ | ------ | ------ | ----- |
| 1990  | 205 632     | 8 998  | 15 024 | 48 570 | 49 113 | 41 779 | 29 249 | 11 946 | 953   |
| 1995  | 191 064     | 8 756  | 14 196 | 47 053 | 43 071 | 38 357 | 27 351 | 11 170 | 1 110 |
| 2000  | 204 261     | 9 876  | 17 685 | 47 845 | 45 982 | 39 102 | 30 319 | 12 113 | 1 339 |
| 2005  | 218 367     | 13 263 | 18 968 | 55 523 | 45 216 | 40 848 | 30 270 | 13 080 | 1 199 |
| 2010  | 223 876     | 12 564 | 18 525 | 55 904 | 50 054 | 39 650 | 31 695 | 14 066 | 1 418 |
| 2014  | 222 940     | 10 126 | 15 973 | 54 053 | 51 874 | 43 978 | 30 885 | 14 517 | 1 534 |
| 2019  | 230 746     | 7 302  | 13 776 | 50 726 | 54 129 | 50 432 | 37 753 | 15 047 | 1 581 |

En 2022, le nombre d'IVG a atteint 234 300, en augmentation de 7,2 % par rapport à l'année précédente. La même année, le nombre de naissances a décru de -2,2 % pour un total de 726 000 naissances. Concrètement cela signifie qu'une grossesse sur quatre (24,4%) est interrompue volontairement par une IVG.

### Incidence des migrations sur la natalité
En 2016, 30,4 % des nouveau-nés en France métropolitaine ont au moins un parent né à l’étranger (22,4 % en 2000), quelle que soit sa nationalité, dont 26,5 % un parent né hors de l'Europe des Vingt-Huit (18,3 % en 2000) et 2,5 % ont au moins un parent né dans un DOM-COM,.

## Mortalité
En 2024, le nombre de décès en France est estimé par l'INSEE à 646 000, en hausse de 1,1 % par rapport à 2023.
En 2023, il a été observé un nombre total s'élevant à 631 000 décès, en recul de 6,5 % (44 000 de moins) après trois années de crises sanitaires (pandémie de Covid, puis grippes et canicule en 2022). Elle reste néanmoins plus élevée qu'avant la crise sanitaire de 2020.
En 2022, un total de 675 000 décès, dont 53 800 de plus qu'attendu selon les projections statistiques.
En 2021, un total de 658 590 décès, dont 47 408 de plus qu'attendu selon les projections statistiques.
En 2020, un nombre de 668 800 décès en progression régulière depuis 2004 et en forte hausse après les 612 000 de 2019 en raison de la pandémie de Covid-19.
Avec 612 000 décès en 2019, le taux brut de mortalité était de 9,1 ‰, en augmentation par rapport aux années précédentes. Il est à 9,9 ‰ en 2020, la pandémie de Covid-19 ayant provoqué en France un excès de mortalité de 9 %.
Le taux de mortalité infantile, c’est-à-dire le taux d'enfants décédés avant un an, était de 4,5 ‰ chez les garçons et 3,7 ‰ chez les filles en 2022 Une étude publiée en mars 2025 précise que la France se situe au 23e rang sur les 27 États de l'Union européenne en ce qui concerne la mortalité infantile en 2022, « une chute marquée par rapport aux années 1990, où elle figurait parmi les pays les mieux classés ».
Selon l'Ined, le taux de mortalité avant 65 ans en France est un des plus élevés d'Europe. En particulier pour la mortalité infantile, où la France se classe 23e sur 27.
Les maladies infectieuses sont la troisième cause de mortalité en France, derrière le cancer et les maladies cardio-vasculaires. Avant l’apparition du virus SARS-Cov-2 causant la Covid-19, le nombre de décès de maladies infectieuses était le suivant[réf. souhaitée] :
| Maladie                   | Nombre de morts | Taux pour 100 000 hab. |
| ------------------------- | --------------- | ---------------------- |
| Cancer                    | 157 400         | 235                    |
| Maladie cardiovasculaire  | 150 000         | 224                    |
| Pneumonie et grippe       | 19 000          | 30                     |
| Sida                      | 3 500           | 5,6                    |
| Septicémie                | 1 800           | 3,0                    |
| Endocardite infectieuse   | 1 200           | 2,0                    |
| Appendicite et péritonite | 1 000           | 1,6                    |
| Tuberculose               | 700             | 1,1                    |
| Infection intestinale     | 600             | 0,97                   |
| Hépatite virale           | 335             | 0,5                    |

## Solde naturel

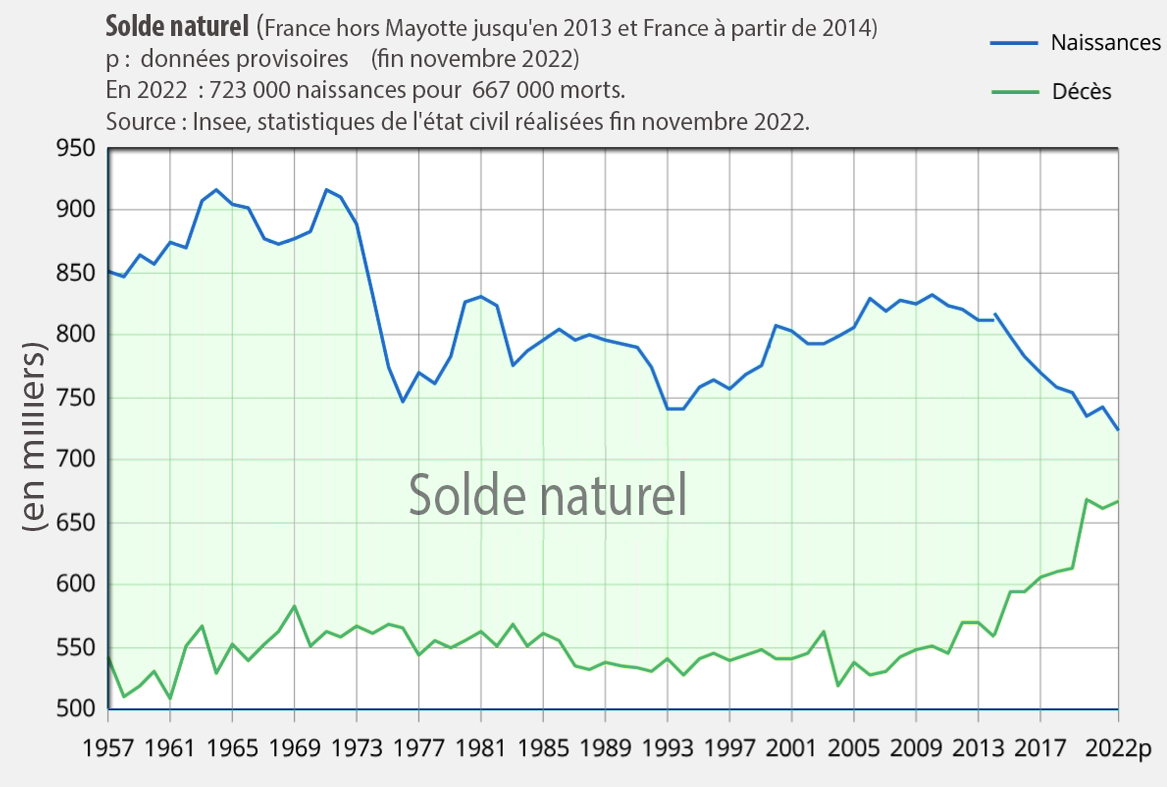
Exemple : solde naturel pour la France (sans Mayotte jusqu'en 2014), avec une estimation pour 2022 (basée sur les données disponibles fin novembre 2022).

Le solde naturel démographique de la France, c'est-à-dire l'écart entre le nombre de naissances et le nombre de décès a chuté en 2020 à la suite d'une forte hausse du nombre de décès liée à la pandémie de Covid-19.
Il augmente ensuite légèrement en 2021 (rebond des naissances et diminution du nombre de décès).
En 2022, il chute à nouveau en raison d'une moindre natalité et d'une hausse de la mortalité (notamment causé par la Covid-19 et les canicules de l'été 2022). À ce stade, il équivaut au niveau de 1946, à la sortie de la Seconde Guerre mondiale : + 56 000 personnes. Cette diminution est compensée par le solde migratoire (environ 161 000 personnes) qui contribue donc à près des trois quarts à la hausse de la population du pays.
En 2023, le solde naturel connait une nouvelle baisse à 47 000 personnes. Cette diminution est compensée par le solde migratoire (environ 183 000 personnes, estimation provisoire).
En 2024, le solde naturel tombe à 17 000 personnes, son plus bas niveau depuis 1945. Le solde migratoire est estimé provisoirement à +152 000 personnes.
En 2025, pour la première fois depuis la Seconde Guerre mondiale, la France enregistre plus de décès (651.200) que de naissances (650.400) sur les douze derniers mois à fin mai.

## Espérance de vie

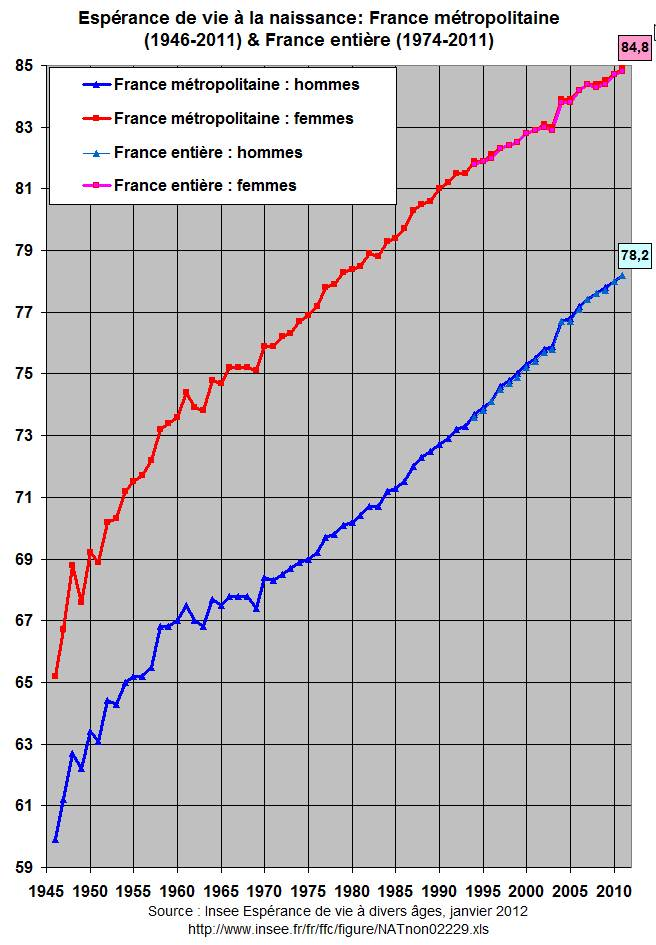
Espérance de vie à la naissance.

En 2023, l’espérance de vie à la naissance atteint pour la première fois le seuil de 80 ans pour les hommes et atteint 85,7 ans pour les femmes. L'espérance de vie à 60 ans augmente elle aussi fortement et dépasse son niveau de 2019, à 27,9 ans pour les femmes et 23,7 ans pour les hommes. Les plus de 75 ans représentent désormais plus de 10 % de la population française.
En 2019, l’espérance de vie à la naissance est supérieure à 82 ans, avec une différence relativement importante entre les sexes : 85,6 ans pour les femmes contre 79,7 ans pour les hommes. Celle-ci a chuté en 2020 du fait de la pandémie de Covid-19, s’établissant à 85,1 ans pour les femmes et 79,1 ans pour les hommes.
Entre 1994 et 2014, l’espérance de vie à la naissance d'une personne de sexe masculin née et vivant en France a gagné un peu plus de six ans, tandis que celle d'une personne de sexe féminin née et vivant en France a gagné quatre ans. L’écart entre les espérances de vie à la naissance des deux sexes, qui avait tendu à s'accroître de 1949 (5,4 années en France métropolitaine) au début des années 1990 (8,3 ans en France métropolitaine) tend donc à se réduire : il était de 6,2 ans en 2014 et de 5,9 ans en 2019.
En 2023, la France est le pays européen qui compte le plus de centenaires. Depuis les années 1960-1975, le nombre de personnes âgées de 100 ans ou plus a été multiplié par près de 30.
Il existe des différences significatives entre les régions de France métropolitaine : en 2009, l’espérance de vie s'élevait à près de 83 ans en Île-de-France contre 78,5 ans dans le Nord-Pas-de-Calais. En 2023, la région avec la plus faible espérance de vie est Mayotte (pour les deux sexes) et celles où elle est la plus élevée sont le Rhône pour les femmes avec 87,4 ans, et les Hauts-de-Seine pour les hommes avec 82,8 ans.
Il existe également des différences significatives entre les classes sociales : un ouvrier vit 6 à 7 ans de moins qu’un cadre supérieur.

## Immigration
Selon Cris Beauchemin, chercheur à l’Ined, on peut estimer en 2018 que deux personnes sur cinq (soit 40 % de la population vivant en France) sont issues de l’immigration sur trois générations.
Selon la définition du Haut Conseil à l’Intégration (HCI) de 1991, est immigrée « toute personne née étrangère à l'étranger ». Cette définition est spécifique à la France car la plupart des autres pays, ainsi que des organisations internationales (OCDE, Commission européenne) considèrent comme immigrée toute personne née à l'étranger quelle que soit sa nationalité de naissance. Dans cette définition internationale, les Français de naissance nés à l'étranger (rapatriés d'Algérie, Harkis, etc.), qui représentent une part importante des personnes nées à l’étranger, sont considérés comme immigrés. Dans la définition française, la population non-immigrée est composée, d'une part, des Français de naissance, quel que soit leur lieu de naissance, d’autre part, des étrangers de naissance nés en France.
Par sa situation géographique qui en fait un lieu de croisement des commerces et des populations, puis par son histoire d'ancienne puissance coloniale, la France est un pays de migration de longue date[réf. nécessaire]. À partir du milieu du XIXe siècle, la part des étrangers dans la population s’accroît, passant de 1 % en 1851 à 2,9 % en 1886, puis se stabilisant jusqu'à la Première Guerre mondiale (3 % en 1911). Le mouvement s’accélère après 1918 en raison des besoins en main-d’œuvre consécutifs au traumatisme démographique de la guerre, qui a décimé les jeunes adultes alors qu’arrivent sur le marché du travail les classes d'âge peu nombreuses nées à la fin du XIXe siècle (4 % d'étrangers en 1921, 6,6 % en 1931), se tasse des années 1930 au début des années 1950, puis reprend à partir de la fin des années 1950. Selon l’Ined, près de 14 millions de personnes vivaient en France en 1999 en étant immigrée ou en ayant un parent ou grand-parent immigré, soit 23 % de la population. Gérard Noiriel estimait en 2002 cette proportion à environ un tiers si l’on remonte jusqu’aux arrière-grands-parents. En 2015, selon Pascal Blanchard, entre 12 et 14 millions de Français, soit entre 18 et 22 % de la population totale, ont au moins un de leurs grands-parents né dans un territoire non européen.
En 2010, la France accueille, selon la définition internationale des Nations unies (« personne née dans un autre pays que celui où elle réside »), 7,2 millions d’immigrés soit 11,1 % de la population dont 5,1 millions (7,8 %) nés hors de l’Union européenne. Elle se classe au sixième rang mondial, derrière les États-Unis (42,8 millions), la Russie (12,3), l’Allemagne (9,8), l’Arabie saoudite (7,3) et le Canada (7,2) mais elle devance en revanche le Royaume-Uni (7,0), l’Espagne (6,4) et l’Italie (4,8). En proportion de sa population totale, la France (11,1 %) se situe au 12e rang de l’UE 27, derrière le Luxembourg (32,5 %), Chypre (18,8 %), l’Estonie (16,3 %), la Lettonie (15,3 %), l’Autriche (15,2 %), la Suède (14,3 %), l’Espagne (14 %), l’Irlande (12,7 %), la Slovénie (12,4 %), l’Allemagne (12 %), le Royaume-Uni (11,3 %), et à égalité avec la Grèce (11,1 %) et les Pays-Bas (11,1 %).
La France, en raison de l'histoire plus que séculaire de l’immigration vers son territoire, est également l’un des pays de l'Union européenne qui comptent proportionnellement le plus de personnes issues de l’immigration (1re et 2e générations) parmi les personnes âgées de 25 à 54 ans avec 13,1 % d’immigrés et 7,7 % d’enfants de couple mixte et 5,3 % de deux parents immigrés, soit un total de 26,6 %, devant notamment le Royaume-Uni (24,4 %), les Pays-Bas (23,5 %), la Belgique (22,9 %), l’Allemagne (21,9 %) et l’Espagne (20,2 %), mais moins que le Luxembourg (61,9 %), l’Estonie (35,6 %) et la Lettonie (29,2 %).
Selon la définition française (« personne née étrangère dans un pays étranger »), la France métropolitaine comptait en 2008 5,3 millions d’immigrés, soit 1 120 000 de plus qu’en 1999 et 8,3 % de la population totale. 40 % d’entre eux avaient la nationalité française, qu’ils ont pu acquérir par naturalisation ou par mariage. D’autre part, 1,8 million de personnes nées françaises à l’étranger (dont les rapatriés des anciennes colonies) ne sont pas incluses dans ce total d’où la différence avec le chiffre de 7,2 millions donné par Eurostat qui inclut également ces personnes.
Au début de l'année 2013, les immigrés vivants en France métropolitaine venaient principalement d'Afrique (43,8 % dont 30,2 % du Maghreb), de l’Europe (37,4 % dont 32,8 % de l'UE 27) et enfin de 14,3 % du reste du monde.
Sur l’année 2012, 230 000 immigrés sont arrivés en France. Ils venaient d’Europe (46 %), d’Afrique (30 %), d’Asie (14 %) et enfin d’Amérique et d’Océanie (10 %).
Les enfants d’immigrés, descendants directs d’un ou de deux immigrés, représentaient, en 2008, 6,7 millions de personnes, soit 11 % de la population. Trois millions d’entre elles avaient leurs deux parents immigrés.
Au total, immigrés et enfants d'immigrés (seconde génération) sont donc près de 12 millions en 2008, soit 19 % de la population.
Sur trois générations, près de 40 % des nouveau-nés entre 2006 et 2008 ont au moins un grand-parent immigré dont 16 % un grand-parent immigré originaire du Maghreb. La moitié sont nés de couples mixtes.
Une étude conjointe de l’INSEE et de l’Ined précise le parcours familial des populations qui ont une histoire avec les migrations. La définition de celle-ci est encore différente de la définition des immigrés, car elle intègre en plus les Français nés à l'étranger, dans les DROM, les rapatriés ainsi que tous leurs descendants. Cette étude révèle que 30 % de la population métropolitaine âgée de 18 à 50 ans a un lien avec la migration sur deux générations (12 % des 18-50 ans sont nés à l'étranger ou dans un DROM et 18 % sont des descendants directs). On peut aussi y voir que seuls 16 % de cette population n'ont pas d’ascendance française.
| Population de 18 à 50 ans résidant en France métropolitaine selon le lien à la migration (2008) | Pourcentage de l'ensemble |
| ----------------------------------------------------------------------------------------------- | ------------------------- |
| Population majoritaire sans ascendance migratoire (descendants de métropolitains)               | 70                        |
| Immigrés                                                                                        | 10                        |
| Descendants de 2 parents immigrés                                                               | 6                         |
| Descendants d'un seul parent immigré                                                            | 6                         |
| Natifs d’un DROM                                                                                | 1                         |
| Descendants de parent(s) natif(s) d’un DROM                                                     | 1                         |
| Rapatriés                                                                                       | 0                         |
| Descendants de rapatriés                                                                        | 3                         |
| Autres Français nés hors métropole                                                              | 1                         |
| Descendants d’autres Français nés hors métropole                                                | 2                         |

### Répartition par origine géographique
Le tableau suivant montre la répartition par origine des immigrés et leurs enfants en 2008 selon l'Insee.
| Pays/région            | Immigrés (milliers, 2008) | Descendants d’immigrés (milliers, 2008) | Descendants d’immigrés (milliers, 2008) | Descendants d’immigrés (milliers, 2008) | Total  | %    |
| Pays/région            | Immigrés (milliers, 2008) | 1 parent immigré                        | 2 parents immigrés                      | Total                                   | Total  | %    |
| ---------------------- | ------------------------- | --------------------------------------- | --------------------------------------- | --------------------------------------- | ------ | ---- |
| Espagne                | 257                       | 405                                     | 215                                     | 620                                     | 877    | 7,3  |
| Italie                 | 317                       | 355                                     | 920                                     | 1 237                                   | 10,3   |      |
| Portugal               | 581                       | 360                                     | 660                                     | 1 241                                   | 10,3   |      |
| Autres pays de l’UE 27 | 653                       | 250                                     | 910                                     | 1 573                                   | 13,0   |      |
| Autres d'Europe        | 224                       | 80                                      | 230                                     | 454                                     | 3,6    |      |
| Total Europe           | 2 032                     | 2 080                                   | 1 260                                   | 3 340                                   | 5 372  | 44,8 |
| Algérie                | 713                       | 610                                     | 1 010                                   | 1 723                                   | 14,4   |      |
| Maroc                  | 654                       | 470                                     | 660                                     | 1 314                                   | 11,0   |      |
| Tunisie                | 235                       | 170                                     | 290                                     | 525                                     | 4,4    |      |
| Total Maghreb          | 1 602                     | 710                                     | 1 250                                   | 1 960                                   | 3 562  | 29,7 |
| Afrique subsaharienne  | 669                       | 370                                     | 570                                     | 1 239                                   | 10,3   |      |
| Turquie                | 239                       | 180                                     | 230                                     | 469                                     | 3,9    |      |
| Asie du Sud-Est        | 163                       | 60                                      | 100                                     | 160                                     | 323    | 2,7  |
| Autres pays d’Asie     | 355                       | 100                                     | 120                                     | 220                                     | 575    | 4,8  |
| Amérique / Océanie     | 282                       | 90                                      | 80                                      | 170                                     | 452    | 3,8  |
| Total autres régions   | 1 708                     | 500                                     | 850                                     | 1 350                                   | 3 058  | 25,5 |
| Total général          | 5 342                     | 3 290                                   | 3 360                                   | 6 650                                   | 11 992 | 100  |

### Répartition par classe d’âge
Le tableau suivant montre la répartition par classe d’âge des immigrés et de leurs enfants en 2008 selon l’Insee.
| Catégorie                                | 0-18 ans*                           | 18-24 ans° | 25-34 ans | 35-44 ans | 45-54 ans | 55 ans et + |        |
| ---------------------------------------- | ----------------------------------- | ---------- | --------- | --------- | --------- | ----------- | ------ |
| Afrique                                  | Immigrés                            | –          | 151       | 453       | 498       | 408         | 566    |
| Afrique                                  | Enfants d’immigrés                  | –          | 452       | 479       | 279       | 93          | 27     |
| Amérique, Océanie                        | Immigrés                            | –          | 45        | 64        | 59        | 45          | 39     |
| Amérique, Océanie                        | Enfants d’immigrés                  | –          | 15        | 15        | 5         | 5           | 10     |
| Asie                                     | Immigrés                            | –          | 55        | 181       | 181       | 136         | 136    |
| Asie                                     | Enfants d’immigrés                  | –          | 113       | 65        | 23        | 13          | 40     |
| Europe                                   | Immigrés                            | –          | 81        | 203       | 325       | 365         | 934    |
| Europe                                   | Enfants d’immigrés                  | –          | 284       | 454       | 511       | 454         | 1 136  |
| Enfants vivant dans une famille immigrée | Moins de 18                         | 2 482      | –         | –         | –         | –           | –      |
| Non immigrés                             | Non immigrés                        | 11 724     | 5 080     | 7 034     | 8 207     | 7 621       | 17 000 |
| Total                                    | Ensemble                            | 14 206     | 6 276     | 8 949     | 10 088    | 9 140       | 19 887 |
|                                          | Dont immigrés et enfants d'immigrés | 2 482      | 1 196     | 1 915     | 1 882     | 1 519       | 2 887  |

Notes
* Origines non détaillées en dessous de 18 ans : le nombre correspond aux enfants vivant dans une famille immigrée.
° Chiffres arrondis entre 18 et 24 ans.

## Personnes de nationalité française résidant à l’étranger
Le nombre de personnes de nationalité française résidant hors de France est mal connu. Nombre d’entre eux sont enregistrés auprès d’un consulat, mais beaucoup ne le sont pas. Inversement, les personnes enregistrées auprès d’un consulat peuvent avoir quitté le pays ou être décédées sans que les autorités françaises en aient été informées.
Selon le ministère des Affaires étrangères, entre 2 et 2,5 millions de Français seraient établis à l’étranger. Environ 1 710 900 Français étaient enregistrés auprès d'un consulat à l’étranger au 31 décembre 2015, dont près de la moitié (49,7 %) dans un autre pays d’Europe, notamment en Suisse (175 700), au Royaume-Uni (127 800), en Belgique (120 700), en Allemagne (114 000) et en Espagne (86 000). 19,7 % résidaient en Amérique, en particulier aux États-Unis (141 900) et au Canada (92 100), 14,9 % en Afrique, 8,1 % au Proche et Moyen-Orient (dont 72 400 en Israël et dans les Territoires palestiniens) et 8,1 % en Asie-Océanie.

## Répartition de la population

### Répartition géographique de la population

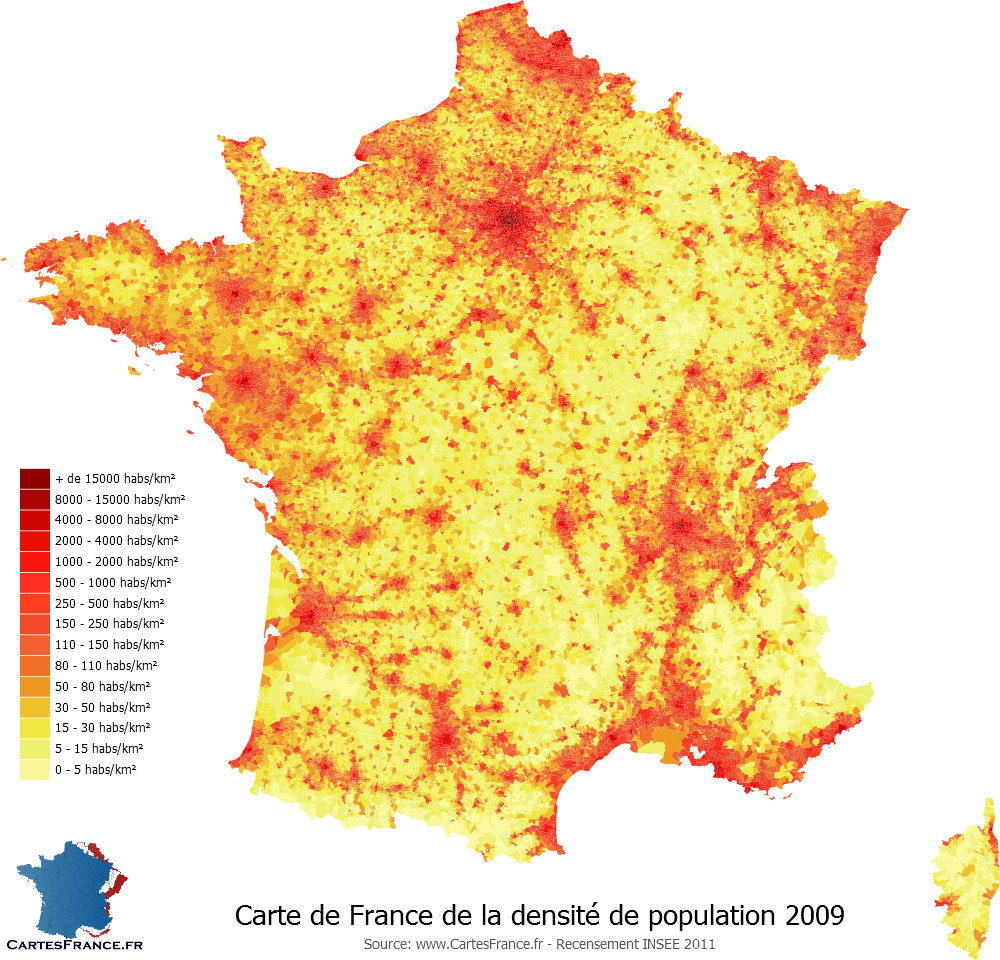
Répartition de la population française en 2009.

En France, cinq régions sont principalement concernées par une densité de population très élevée.

Les 30 départements en vert ont une population combinée à peu près égale à celle de Paris et de sa petite couronne (en rouge), soit environ 6,8 millions d'habitants en 2021.

La France — métropole et départements et régions d'Outre-mer (DROM) — est peuplée de 67,2 millions d'habitants en 2018.
La densité de population en métropole est de 118 habitants au km2, ce qui est légèrement supérieur à la moyenne de l'Union européenne (114), mais assez faible comparé aux pays limitrophes (Espagne exceptée). Les espaces à très faible densité ont moins de 20 habitants au km2.
La population française est inégalement répartie. Les régions de montagne – Alpes du Sud, Corse, Pyrénées et Massif central en particulier – mais aussi les plaines et les plateaux du Nord-Est (Ardenne, plateaux champenois et lorrains) et du centre de la France, ainsi que les régions rurales du Sud-Ouest, qui forment la « diagonale du vide », ont des densités inférieures à 50 hab./km2. Les grandes vallées fluviales de la Seine, du Rhône, de la Garonne, les franges de la mégalopole européenne (régions frontalières du Nord et de l'Est) et les littoraux concentrent les populations. Les départements insulaires d'outre-mer ont également de fortes densités (près de 250 hab./km2 en Guadeloupe, plus de 300 en Martinique, à Mayotte et à La Réunion). De plus, dans chacun de ces espaces, les Français vivent majoritairement dans les villes.
Généralement, les zones les plus denses sont aussi les plus petites en superficie. Ainsi, Levallois-Perret (superficie de 2,42 km2), dans les Hauts-de-Seine est la commune la plus densément peuplée de France (27 080 hab./km2) ; la majorité des 50 communes les plus densément peuplées se trouvant également en Île-de-France ; et Paris le département où la population est la plus concentrée (21 154 hab./km2) ; suivi respectivement par les Hauts-de-Seine (9 042), la Seine-Saint-Denis (6 578) et le Val-de-Marne (5 527). Certains arrondissements de Paris sont très densément peuplés : le 11e arrondissement a une densité de 42 074 hab./km2. Les 10e, 18e et 20e arrondissements ont tous les trois une densité de population dépassant les 33 000 hab./km2.
La population aussi est de plus en plus mobile. En effet, on constate que les migrations entre les régions s'intensifient. L'Île-de-France a un taux de migration négatif. Les vieilles régions industrielles du Nord et de l'Est ont également un solde migratoire négatif. Les régions du Sud (notamment autour de Toulouse, Montpellier, Lyon), de l'Ouest (notamment autour de Rennes, Nantes, Bordeaux) et alpines ont un solde migratoire positif.
Cette répartition de la population s'explique par une concentration des activités économiques et des richesses dans les aires urbaines et sur les littoraux. L'urbanisation de la population française date du XIXe siècle. La littoralisation est plus récente. La littoralisation est la concentration des activités et des populations sur le littoral. Le climat plus ensoleillé, l'attrait de la mer et l'image positive des littoraux atlantiques et méditerranéens et des régions alpines expliquent en partie ces dynamiques,.
La métropolisation et la littoralisation sont donc aujourd'hui des caractéristiques principales de la répartition de la population française.
82 % des Français vivent dans une aire urbaine. Avec plus de 12,5 millions d'habitants en 2015, l'aire urbaine de Paris domine largement les autres aires urbaines. Suivent les aires de Lyon, Marseille, Toulouse, Bordeaux, Lille et Nice, dont la population est supérieure à un million d'habitants. L'urbanisation du territoire s'accompagne d'un étalement urbain. En effet, la majorité des urbains vivent désormais dans les banlieues ou les couronnes périurbaines.
La périurbanisation a entraîné un essor important des mobilités. Les migrations pendulaires correspondent au déplacement de population matin et soir pour se rendre et revenir de leur lieu de travail souvent situé dans le centre-ville. Il a donc fallu aménager un réseau de transport pour répondre aux besoins des populations. Ces aménagements ne sont plus entièrement financés par les pouvoirs publics : les entreprises privées participent de plus en plus à leur réalisation. Les transports en commun sont moins polluants et permettent d'assurer un développement plus durable.
L'étalement urbain a aussi un impact sur les espaces ruraux. Les campagnes proches des villes sont devenues des espaces d'habitation et de loisirs pour les urbains. Par contre, les espaces ruraux éloignés des villes, peu desservis par le réseau autoroutier ou ferroviaire, voient leur population diminuer et ont des difficultés à développer des activités économiques pour assurer leurs revenus,.

### Répartition par sexe et par âge
La répartition des âges dans la population française en 2021.
- Moins de 15 ans (17,7 %)
- Entre 15 et 64 ans (61,6 %)
- Plus de 64 ans (20,7 %)

| Année | 0 à 19 ans (%) | dont 0 à 14 ans (%) | 20 à 59 ans (%) | 60 à 64 ans (%) | 65 ans et plus (%) | dont 75 ans et plus (%) |
| ----- | -------------- | ------------------- | --------------- | --------------- | ------------------ | ----------------------- |
| 1950  | 30,1           | 22,5                | 53,6            | 4,9             | 11,4               | 3,8                     |
| 1960  | 32,3           | 26,2                | 51              | 5,1             | 11,6               | 4,3                     |
| 1970  | 33,1           | 24,9                | 48,9            | 5,2             | 12,8               | 4,7                     |
| 1980  | 30,6           | 22,5                | 52,4            | 3               | 14                 | 5,7                     |
| 1990  | 27,8           | 20,1                | 53,2            | 5,1             | 13,9               | 6,8                     |
| 2000  | 25,6           | 18,9                | 53,8            | 4,6             | 16,0               | 7,2                     |
| 2010  | 24,5           | 18,4                | 52,7            | 6,0             | 16,8               | 8,9                     |
| 2021  | 23,9           | 17,7                | 49,3            | 6,1             | 20,7               | 9,5                     |

En 2021, la France comptait environ 34,85 millions de femmes et 32,56 millions d’hommes, soit 51,70 % de femmes pour 48,30 % d’hommes.

### Répartition par lieu de naissance
Le tableau ci-dessous indique le lieu de naissance des personnes résidant en France métropolitaine en 2012 avec également leur nationalité à la naissance (française ou étrangère).
| Lieu de naissance (2012)                      | Total      | %     | Né français | %    | Né avec une autre nationalité | %    |
| Population France métropolitaine              | 63 375 438 | 100,0 | 56 680 015  | 89,4 | 6 695 423                     | 10,6 |
| Né en France métropolitaine                   | 55 596 341 | 87,7  | 54 508 350  | 86,0 | 1 087 991                     | 1,7  |
| Total né à l'étranger                         | 7 332 767  | 11,6  | 1 730 860   | 2,7  | 5 601 906*                    | 8,8  |
| Total né à l'étranger ou dans un DOM-TOM-COM  | 7 779 097  | 12,3  | 2 171 665   | 3,4  | 5 607 431                     | 8,8  |
| --------------------------------------------- | ---------- | ----- | ----------- | ---- | ----------------------------- | ---- |
| Portugal                                      | 625 500    | 1,0   | 26 018      | 0,0  | 599 482                       | 0,9  |
| Italie                                        | 330 334    | 0,5   | 39 087      | 0,1  | 291 247                       | 0,5  |
| Espagne                                       | 281 456    | 0,4   | 37 331      | 0,1  | 244 125                       | 0,4  |
| Autres pays de l' Union européenne à 27       | 884 652    | 1,4   | 186 463     | 0,3  | 698 189                       | 1,1  |
| Autres pays d'Europe                          | 333 933    | 0,5   | 71 911      | 0,1  | 262 021                       | 0,4  |
| Total né en Europe                            | 2 455 875  | 3,9   | 360 810     | 0,6  | 2 095 064                     | 3,3  |
| Algérie                                       | 1 355 686  | 2,1   | 607 651     | 1,0  | 748 035                       | 1,2  |
| Maroc                                         | 905 608    | 1,4   | 213 261     | 0,3  | 692 347                       | 1,1  |
| Tunisie                                       | 379 776    | 0,6   | 129 016     | 0,2  | 250 760                       | 0,4  |
| Total né au Maghreb                           | 2 641 070  | 4,2   | 949 928     | 1,5  | 1 691 142                     | 2,7  |
| Autres pays d'Afrique                         | 989 925    | 1,6   | 224 540     | 0,4  | 765 385                       | 1,2  |
| Total né en Afrique                           | 3 630 995  | 5,7   | 1 174 468   | 1,9  | 2 456 527                     | 3,9  |
| Turquie                                       | 259 532    | 0,4   | 11 446      | 0,0  | 248 086                       | 0,4  |
| Autres pays                                   | 986 365    | 1,6   | 184 136     | 0,3  | 802 229                       | 1,3  |
| Total né hors d'Europe                        | 4 876 892  | 7,7   | 1 370 050   | 2,2  | 3 506 842                     | 5,5  |
| DOM-TOM-COM                                   | 446 330    | 0,7   | 440 805     | 0,7  | 5 525                         | 0,0  |
| Total né hors d'Europe ou dans un DOM-TOM-COM | 5 323 222  | 8,4   | 1 810 855   | 2,9  | 3 512 367                     | 5,5  |

* Nombre d'immigrés selon la définition de l'Insee (né étranger à l'étranger).
Note : Ce tableau inclut aussi bien des Français de naissance nés à l'étranger, par exemple les Pieds-noirs nés en Algérie française, ou dans un DOM (colonne « Né français ») que des immigrés, nés étranger à l'étranger selon la définition de l'Insee (colonne « Né avec une autre nationalité »). Il est donc différent des tableaux liés à l'immigration qui n'incluent que les immigrés (nés étranger à l'étranger).
Lecture : 11,6 % des personnes résidant en France métropolitaine en 2012 sont nées à l'étranger. Parmi ces personnes 2,7 % sont nées françaises et 8,8 % sont nées avec une autre nationalité. Ce dernier chiffre qui représente 5 601 906 de personnes correspond au nombre d’immigrés selon la définition de l’Insee (né étranger à l’étranger). 8,4 % des personnes résidant en France métropolitaine en 2012 sont nées hors d’Europe ou dans un Dom. Parmi ces personnes, 2,9 % sont nées françaises et 5,5 % sont nées avec une autre nationalité.

## Nuptialité

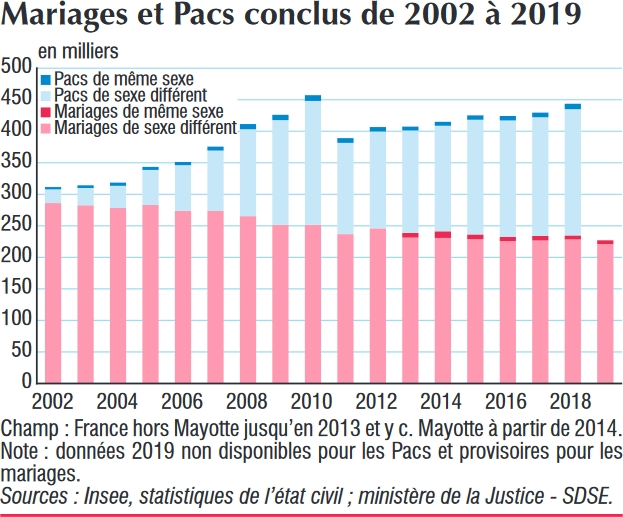
Évolution du nombre de pacs et de mariages civils entre 2002 et 2019 d'après l'Insee.

Les chiffres suivants concernent la France y compris les DROM (Mayotte depuis 2014), hormis pour le taux de nuptialité qui concerne uniquement la France métropolitaine :
| Année | Mariages entre personnes de sexe différent | Mariages entre personnes de même sexe | Taux de nuptialité (‰) | Divorces | Pacs entre personnes de sexe différent | Pacs entre personnes de même sexe |
| ----- | ------------------------------------------ | ------------------------------------- | ---------------------- | -------- | -------------------------------------- | --------------------------------- |
| 1970  | 394 000                                    | 0                                     | 7,8                    |          |                                        |                                   |
| 1980  | 334 000                                    | 0                                     | 6,2                    |          |                                        |                                   |
| 1990  | 287 000                                    | 0                                     | 5,1                    |          |                                        |                                   |
| 2000  | 298 000                                    | 0                                     | 5,0                    | 116 700  | 17 000                                 | 5 000                             |
| 2005  | 283 000                                    | 0                                     |                        | 155 300  | 56 000                                 | 5 000                             |
| 2010  | 252 000                                    | 0                                     | 3,9                    | 133 900  | 196 000                                | 9 000                             |
| 2015  | 229 000                                    | 8 000                                 | 3,6                    | 123 700  | 182 000                                | 7 000                             |
| 2020. | 150 000                                    | 5 000                                 |                        |          |                                        |                                   |

En 2016, 235 000 mariages ont été célébrés, dont 228 000 entre personnes de sexe différent et 7 000 entre personnes de même sexe. Le nombre de mariages, qui baissait de manière quasi continue depuis le pic de l’an 2000, malgré quelques années de pause (2005, 2010 ou 2012), est relativement stable depuis 2013.
En 2015, 189 000 pacs ont été conclus, soit 15 000 de plus qu’en 2014. Après avoir atteint un niveau record en 2010, le nombre de pacs avait baissé en 2011, pour la première fois depuis sa création fin 1999, de façon concomitante avec l’aménagement de la fiscalité. Depuis, le nombre de pacs conclus augmente continûment. En 2015, quatre pacs ont été conclus pour cinq mariages célébrés, contre un pacs pour cinq mariages dix ans plus tôt.
En 2015, 123 668 divorces ont été prononcés, en baisse de plus de 8 % par rapport à 2010. Plus de la moitié l’ont été par consentement mutuel. Entre 1950 et 1970, le nombre de divorces était relativement stable et s’établissait à 33 000 par an en moyenne. Durant les quinze ans qui ont suivi, de plus en plus de couples mariés ont divorcé. La nouvelle législation de 1975 sur le divorce, qui introduit notamment le divorce par consentement mutuel, a accéléré le mouvement déjà en cours. En 1986, 108 400 divorces ont été prononcés. S’en est ensuivi une période de relative stabilité, jusqu’au début des années 2000. Une nouvelle augmentation du nombre de divorces s’est amorcée en 2003, avec un pic en 2005 (155 300 divorces). 2005 est en effet l’année qui suit l’adoption de la loi visant à simplifier les procédures de divorce. Le phénomène est à peu près stabilisé en 2007, année où l’on enregistre autant de divorces qu’en 2004. Par la suite, le nombre annuel de divorces tend à diminuer légèrement, de 133 900 divorces en 2010 à 123 500 en 2014. En 2015, la baisse du nombre de divorces s’interrompt.

## Religion
D'après l'INSEE, en 2019‑2020, 51 % de la population de 18 à 59 ans en France métropolitaine déclare ne pas avoir de religion. En augmentation depuis dix ans, cette désaffiliation religieuse concerne 58 % des personnes sans ascendance migratoire, 19 % des immigrés arrivés après 16 ans et 26 % des descendants de deux parents immigrés. Le catholicisme reste la première religion (29 % de la population), suivi par l'islam (10 %) et les autres religions chrétiennes (9 %).

## Recensement
Le recensement de la population en France permet d'établir le nombre d'habitants légal de chaque commune française. Ce nombre est indispensable à l'application de 351 articles législatifs de 28 codes différents. En particulier, il permet le calcul :
- de la dotation globale de fonctionnement (DGF) d'une commune, élément essentiel de ses ressources financières
- du nombre de conseillers municipaux
- des indemnités versées aux maires et adjoints au maire.

Ce nombre est également nécessaire à la gestion des communes pour :
- la détermination du mode de scrutin
- les implantations d'officines de pharmacie et des débits de tabac
- les barèmes de certaines taxes (la publicité, les jeux, les spectacles, les débits de boissons)
- la réglementation de l'affichage urbain.